# Kono raito noberu ga sugoi!
Kono raito noberu ga sugoi! (japonsky このライトノベルがすごい!, „Tenhle lehký román je skvělý!“) je referenční mook nakladatelství Takaradžimaša vydávaný každoročně od roku 2004. Obsahuje žebříček 10 nejlepších lehkých románů nebo románových sérií publikovaných v uplynulém roce, sestavovaný na základě základě dat získaných z dotazníků předkládaných čtenářům z řad literárních kritiků, influencerů a dalších osobností literárního průmyslu. Zároveň obsahuje úvody do jednotlivých příběhů a rozhovor s autorem či autory vítězné knihy či série. Lehké romány obsažené v žebříčku se s pravidelností stávají předlohami pro anime. První číslo bylo vydáno 26. listopadu 2004 a obsahuje žebříček pro rok 2005; nejnovější číslo, v pořadí 18., bylo vydáno 23. listopadu 2021 a obsahuje žebříček pro rok 2022.
Nejúspěšnější románovou sérií z hlediska počtu umístění je Toaru madžucu no Index, která se mezi 10 nejlepšími umístila 10krát, následovaná sérií Sword Art Online, která se mezi 10 nejlepšími umístila 9krát. Série Baka to Test to šókandžú a Honzuki no gekokudžó se mezi 10 nejlepšími umístily 6krát; série Suzumija Haruhi no júucu, Bungaku šódžo, Monogatari a Džaku-chara Tomozaki-kun 5krát. Série Toaru madžucu no Index a Sword Art Online se na žebříčku obě umístily 9 let v řadě. Nejúspěšnější sérií z hlediska počtu prvních míst je Jahari ore no seišun Love Come wa mačigatteiru., která první místo obsadila 3krát.
Publikace zároveň obsahuje žebříčky nejlepších mužských a ženských postav a ilustrátorů, v nichž se může umístit jakýkoli lehký román či románová série vydaná v uplynulém roce. Ve dvou případech obsadilo jedno dílo všechna čtyři první místa – v roce 2011 série Toaru madžucu no Index a v roce 2015 Jahari ore no seišun Love Come wa mačigatteiru.

## Síň slávy
Následující série byly uvedeny do Síně slávy. Série uvedené do Síně slávy nebudou zohledněny při sestavování budoucích žebříčků.
| Rok uvedení | Titul                                           | Autor/ka      | Ilustrátor/ka    | Značka        |
| ----------- | ----------------------------------------------- | ------------- | ---------------- | ------------- |
| 2016        | Jahari ore no seišun Love Come wa mačigatteiru. | Wataru Watari | Ponkan8          | Gagaga Bunko  |
| 2020        | Sword Art Online                                | Reki Kawahara | Abec             | Dengeki Bunko |
| 2020        | Toaru madžucu no Index                          | Kazuma Kamači | Kijotaka Haimura | Dengeki Bunko |
| 2020        | Rjúó no ošigoto!                                | Širó Širatori | Širabii          | GA Bunko      |

## Nejlepší lehké romány podle roku

### 2005–2009
| Pořadí | Titul                               | Autor/ka          | Ilustrátor/ka     | Značka                 |
| 2005   | 2005                                | 2005              | 2005              | 2005                   |
| ------ | ----------------------------------- | ----------------- | ----------------- | ---------------------- |
| 1.     | Suzumija Haruhi no júucu            | Nagaru Tanigawa   | Noizi Itó         | Kadokawa Sneaker Bunko |
| 2.     | Zaregoto                            | Nisio Isin        | Take              | Kódanša Novels         |
| 3.     | Akuma no mikata                     | Hisamicu Ueo      | Kaori Fudžita     | Dengeki Bunko          |
| 4.     | Rjúkecu megamiden                   | Šinobu Suga       | Akari Funato      | Cobalt Bunko           |
| 5.     | Baccano!                            | Rjógo Narita      | Kacumi Enami      | Dengeki Bunko          |
| 6.     | Nana hime monogatari                | Wataru Takano     | Osamu Otani       | Dengeki Bunko          |
| 7.     | Sora no kane no hibiku hoši de      | Sóičiró Watase    | Minako Iwasaki    | Dengeki Bunko          |
| 8.     | Allison                             | Keiiči Sigsawa    | Kóhaku Kuroboši   | Dengeki Bunko          |
| 9.     | Bokusacu tenši Dokuro-čan           | Masaki Okaju      | Torišimo          | Dengeki Bunko          |
| 10.    | Chaos Legion                        | Tó Ubukata        | Satoru Juiga      | Fudžimi Fantasia Bunko |
| 2006   |                                     |                   |                   |                        |
| 1.     | Zaregoto                            | Nisio Isin        | Take              | Kódanša Novels         |
| 2.     | Kino no tabi                        | Keiiči Sigsawa    | Kóhaku Kuroboši   | Dengeki Bunko          |
| 3.     | Satógaši no dangan wa učinukenai    | Kazuki Sakuraba   | Mú                | Fudžimi Mystery Bunko  |
| 4.     | Sora no kane no hibiku hoši de      | Sóičiró Watase    | Minako Iwasaki    | Dengeki Bunko          |
| 5.     | Owari no Chronicle                  | Minoru Kawakami   | Satojasu          | Dengeki Bunko          |
| 6.     | Suzumija Haruhi no júucu            | Nagaru Tanigawa   | Noizi Itó         | Kadokawa Sneaker Bunko |
| 7.     | Watašitači no Tamura-kun            | Jujuko Takemija   | Jasu              | Dengeki Bunko          |
| 8.     | Saredo cumibito wa rjú to odoru     | Rabo Asai         | Mijagi            | Kadokawa Sneaker Bunko |
| 8.     | All You Need Is Kill                | Hiroši Sakurazaka | Jošitoši Abe      | Super Dash Bunko       |
| 10.    | Hanbun no cuki ga noboru sora       | Cumugu Hašimoto   | Keidži Jamamoto   | Dengeki Bunko          |
| 2007   |                                     |                   |                   |                        |
| 1.     | Ókami to kóšinrjó                   | Isuna Hasekura    | Džú Ajakura       | Dengeki Bunko          |
| 2.     | Suzumija Haruhi no júucu            | Nagaru Tanigawa   | Noizi Itó         | Kadokawa Sneaker Bunko |
| 3.     | Zaregoto                            | Nisio Isin        | Take              | Kódanša Novels         |
| 4.     | Hanbun no cuki ga noboru sora       | Cumugu Hašimoto   | Keidži Jamamoto   | Dengeki Bunko          |
| 5.     | Kino no tabi                        | Keiiči Sigsawa    | Kóhaku Kuroboši   | Dengeki Bunko          |
| 6.     | Toradora!                           | Jujuko Takemija   | Jasu              | Dengeki Bunko          |
| 7.     | Owari no Chronicle                  | Minoru Kawakami   | Satojasu          | Dengeki Bunko          |
| 8.     | Bungaku šódžo                       | Mizuki Nomura     | Miho Takeoka      | Famicú Bunko           |
| 9.     | Sora no kane no hibiku hoši de      | Soičiro Watase    | Minako Iwasaki    | Dengeki Bunko          |
| 10.    | Aruhi, bakudan ga očitekite         | Hidejuki Furuhaši | Jukari Higa       | Dengeki Bunko          |
| 2008   |                                     |                   |                   |                        |
| 1.     | Full Metal Panic!                   | Šódži Gató        | Šikidódži         | Fudžimi Fantasia Bunko |
| 2.     | Suzumija Haruhi no júucu            | Nagaru Tanigawa   | Noizi Itó         | Kadokawa Sneaker Bunko |
| 3.     | Bungaku šódžo                       | Mizuki Nomura     | Miho Takeoka      | Famicú Bunko           |
| 4.     | Toradora!                           | Jujuko Takemija   | Jasu              | Dengeki Bunko          |
| 5.     | Ókami to kóšinrjó                   | Isuna Hasekura    | Džú Ajakura       | Dengeki Bunko          |
| 6.     | Kino no tabi                        | Keiiči Sigsawa    | Kóhaku Kuroboši   | Dengeki Bunko          |
| 7.     | Mimizuku to joru no ó               | Izuki Kógjoku     | Hiró Isono        | Dengeki Bunko          |
| 8.     | Baka to Test to šókandžú            | Kendži Inoue      | Jui Haga          | Famicú Bunko           |
| 9.     | Tasogareiro no utacukai             | Kei Sazane        | Miho Takeoka      | Fudžimi Fantasia Bunko |
| 10.    | Šakugan no Šana                     | Jašičiró Takahaši | Noizi Itó         | Dengeki Bunko          |
| 2009   |                                     |                   |                   |                        |
| 1.     | Bungaku šódžo                       | Mizuki Nomura     | Miho Takeoka      | Famicú Bunko           |
| 2 .    | Toradora!                           | Jujuko Takemija   | Jasu              | Dengeki Bunko          |
| 3.     | Baka to Test to šókandžú            | Kendži Inoue      | Jui Haga          | Famicú Bunko           |
| 4.     | Toaru madžucu no Index              | Kazuma Kamači     | Kijotaka Haimura  | Dengeki Bunko          |
| 5.     | Ókami to kóšinrjó                   | Isuna Hasekura    | Džú Ajakura       | Dengeki Bunko          |
| 6.     | Monogatari                          | Nisio Isin        | Vofan             | Kódanša Box            |
| 7.     | Seitokai no ičizon                  | Sekina Aoi        | Kira Inugami      | Fudžimi Fantasia Bunko |
| 8.     | Full Metal Panic!                   | Šódži Gató        | Šikidódži         | Fudžimi Fantasia Bunko |
| 9.     | Usocuki Mii-kun to kowareta Maa-čan | Hitoma Iruma      | Hidari            | Dengeki Bunko          |
| 10.    | Toaru hikúši e no cuioku            | Koroku Inumura    | Harujuki Morisawa | Gagaga Bunko           |

### 2010–2014
| Pořadí | Titul                                                 | Autor/ka        | Ilustrátor/ka     | Značka                 |
| 2010   | 2010                                                  | 2010            | 2010              | 2010                   |
| ------ | ----------------------------------------------------- | --------------- | ----------------- | ---------------------- |
| 1.     | Baka to Test to šókandžú                              | Kendži Inoue    | Jui Haga          | Famicú Bunko           |
| 2.     | Monogatari                                            | Nisio Isin      | Vofan             | Kódanša Box            |
| 3.     | Bungaku šódžo                                         | Mizuki Nomura   | Miho Takeoka      | Famicú Bunko           |
| 4.     | Toradora!                                             | Jujuko Takemija | Jasu              | Dengeki Bunko          |
| 5.     | Seitokai no ičizon                                    | Sekina Aoi      | Kira Inugami      | Fudžimi Fantasia Bunko |
| 6.     | Tasogareiro no utacukai                               | Sazane Kei      | Miho Takeoka      | Fudžimi Fantasia Bunko |
| 7.     | Usocuki Mii-kun to kowareta Maa-čan                   | Hitoma Iruma    | Hidari            | Dengeki Bunko          |
| 8.     | Ben-tó                                                | Asaura          | Kaito Šibano      | Super Dash Bunko       |
| 9.     | Toaru madžucu no Index                                | Kazuma Kamači   | Kijotaka Haimura  | Dengeki Bunko          |
| 10.    | Sókjú no Karma                                        | Kóši Tačibana   | Harujuki Morisawa | Fudžimi Fantasia Bunko |
| 2011   |                                                       |                 |                   |                        |
| 1.     | Toaru madžucu no Index                                | Kazuma Kamači   | Kijotaka Haimura  | Dengeki Bunko          |
| 2.     | Boku wa tomodači ga sukunai                           | Jomi Hirasaka   | Buriki            | MF Bunko J             |
| 3.     | Baka to Test to šókandžú                              | Kendži Inoue    | Jui Haga          | Famicú Bunko           |
| 4.     | Sword Art Online                                      | Reki Kawahara   | abec              | Dengeki Bunko          |
| 5.     | Ben-tó                                                | Asaura          | Kaito Šibano      | Super Dash Bunko       |
| 6.     | Bungaku šódžo                                         | Mizuki Nomura   | Miho Takeoka      | Famicú Bunko           |
| 7.     | Seitokai no ičizon                                    | Sekina Aoi      | Kira Inugami      | Fudžimi Fantasia Bunko |
| 8.     | Ore no imóto ga konna ni kawaii wake ga nai.          | Cukasa Fušimi   | Hiro Kanzaki      | Dengeki Bunko          |
| 9.     | Durarara!!                                            | Rjógo Narita    | Suzuhito Jasuda   | Dengeki Bunko          |
| 10.    | Kami-sama no memo-čó                                  | Hikaru Sugii    | Mel Kišida        | Dengeki Bunko          |
| 2012   |                                                       |                 |                   |                        |
| 1.     | Sword Art Online                                      | Reki Kawahara   | abec              | Dengeki Bunko          |
| 2.     | Toaru madžucu no Index                                | Kazuma Kamači   | Kijotaka Haimura  | Dengeki Bunko          |
| 3.     | Ben-tó                                                | Asaura          | Kaito Šibano      | Super Dash Bunko       |
| 4.     | Enkan šódžo                                           | Satoši Hase     | Mijú              | Kadokawa Sneaker Bunko |
| 5.     | Baka to Test to šókandžú                              | Kendži Inoue    | Jui Haga          | Famicú Bunko           |
| 6.     | Boku wa tomodači ga sukunai                           | Jomi Hirasaka   | Buriki            | MF Bunko J             |
| 7.     | Occultologic                                          | Cukasa Nimeguči | Magomago          | Kadokawa Sneaker Bunko |
| 8.     | Suzumija Haruhi no júucu                              | Nagaru Tanigawa | Noizi Itó         | Kadokawa Sneaker Bunko |
| 9.     | Idolising!                                            | Sakaki Hirozawa | Cuteg             | Dengeki Bunko          |
| 10.    | Ame no hi no Iris                                     | Takeši Macujama | Hirasato          | Dengeki Bunko          |
| 2013   |                                                       |                 |                   |                        |
| 1.     | Sword Art Online                                      | Reki Kawahara   | abec              | Dengeki Bunko          |
| 2.     | Toaru madžucu no Index                                | Kazuma Kamači   | Kijotaka Haimura  | Dengeki Bunko          |
| 3.     | Rokka no júša                                         | Išio Jamagata   | Mijagi            | Super Dash Bunko       |
| 4.     | Baka to Test to šókandžú                              | Kendži Inoue    | Jui Haga          | Famicú Bunko           |
| 5.     | Ore no imóto ga konna ni kawaii wake ga nai.          | Cukasa Fušimi   | Hiro Kanzaki      | Dengeki Bunko          |
| 6.     | Jahari ore no seišun Love Come wa mačigatteiru.       | Wataru Watari   | Ponkan8           | Gagaga Bunko           |
| 7.     | Durarara!!                                            | Rjógo Narita    | Suzuhito Jasuda   | Dengeki Bunko          |
| 8.     | Šinonome Júko wa tanpen šósecu o aišiteiru            | Bingo Morihaši  | Nardack           | Famicú Bunko           |
| 9.     | Sakurada Reset                                        | Jutaka Kóno     | Jú Šína           | Kadokawa Sneaker Bunko |
| 10.    | Kjókaisendžó no Horizon                               | Minoru Kawakami | Satojasu          | Dengeki Bunko          |
| 2014   |                                                       |                 |                   |                        |
| 1.     | Jahari ore no seišun Love Come wa mačigatteiru.       | Wataru Watari   | Ponkan8           | Gagaga Bunko           |
| 2.     | Nedžimaki seirei senki: Tenkjó no Alderamin           | Bokuto Uno      | Sanbasó           | Dengeki Bunko          |
| 3.     | Toaru madžucu no Index                                | Kazuma Kamači   | Kijotaka Haimura  | Dengeki Bunko          |
| 4.     | Dungeon ni deai o motomeru no wa mačigatteiru daró ka | Fudžino Ómori   | Suzuhito Jasuda   | GA Bunko               |
| 5.     | Sword Art Online                                      | Reki Kawahara   | abec              | Dengeki Bunko          |
| 6.     | Hataraku maó-sama!                                    | Satoši Wagahara | Oniku             | Dengeki Bunko          |
| 7.     | Tokyo Ravens                                          | Kóhei Azano     | Sumihei           | Fudžimi Fantasia Bunko |
| 8.     | Rokka no júša                                         | Išio Jamagata   | Mijagi            | Super Dash Bunko       |
| 9.     | Ore no imóto ga konna ni kawaii wake ga nai.          | Cukasa Fušimi   | Hiro Kanzaki      | Dengeki Bunko          |
| 10.    | No Game No Life                                       | Jú Kamija       | Jú Kamija         | MF Bunko J             |

### 2015–2016
| Pořadí | Titul                                                 | Autor/ka        | Ilustrátor/ka     | Značka                 |
| 2015   | 2015                                                  | 2015            | 2015              | 2015                   |
| ------ | ----------------------------------------------------- | --------------- | ----------------- | ---------------------- |
| 1.     | Jahari ore no seišun Love Come wa mačigatteiru.       | Wataru Watari   | Ponkan8           | Gagaga Bunko           |
| 2.     | Sword Art Online                                      | Reki Kawahara   | abec              | Dengeki Bunko          |
| 3.     | No Game No Life                                       | Jú Kamija       | Jú Kamija         | MF Bunko J             |
| 4.     | Toaru madžucu no Index                                | Kazuma Kamači   | Kijotaka Haimura  | Dengeki Bunko          |
| 5.     | Kókjú rakuen kjúdžó: Baseball Harem League            | Hiroši Išikawa  | Wingheart         | Super Dash Bunko       |
| 6.     | Zeššinkai no Solaris                                  | Rakiruči        | Asagiri           | MF Bunko J             |
| 7.     | Escape Speed                                          | Nozomu Kuoka    | Gin               | Dengeki Bunko          |
| 8.     | Toaru hikúši e no seijaku                             | Koroku Inumura  | Harujuki Morisawa | Gagaga Bunko           |
| 9.     | Kono koi to, sono mirai                               | Bingo Morihaši  | Nardack           | Famicú Bunko           |
| 10.    | Nedžimaki seirei senki: Tenkjó no Alderamin           | Bokuto Uno      | Sanbasó           | Dengeki Bunko          |
| 2016   |                                                       |                 |                   |                        |
| 1.     | Jahari ore no seišun Love Come wa mačigatteiru.       | Wataru Watari   | Ponkan8           | Gagaga Bunko           |
| 2.     | Sword Art Online                                      | Reki Kawahara   | abec              | Dengeki Bunko          |
| 3.     | Nedžimaki seirei senki: Tenkjó no Alderamin           | Bokuto Uno      | Sanbasó           | Dengeki Bunko          |
| 4.     | Eirun Last Code: Kakú sekai jori sendžó e             | Rjúnosuke Azuma | Mikoto Akemi      | MF Bunko J             |
| 5.     | WorldEnd                                              | Akira Kareno    | ue                | Kadokawa Sneaker Bunko |
| 6.     | No Game No Life                                       | Jú Kamija       | Jú Kamija         | MF Bunko J             |
| 7.     | Toaru madžucu no Index                                | Kazuma Kamači   | Kijotaka Haimura  | Dengeki Bunko          |
| 8.     | Dungeon ni deai o motomeru no wa mačigatteiru daró ka | Fudžino Ómori   | Suzuhito Jasuda   | GA Bunko               |
| 9.     | Saenai Heroine no sodatekata                          | Fumiaki Maruto  | Kurehito Misaki   | Fudžimi Fantasia Bunko |
| 10.    | Escape Speed                                          | Nozomu Kuoka    | Gin               | Dengeki Bunko          |

### 2017–2019
| Formát   | Pořadí                                                                     | Titul                          | Autor/ka         | Ilustrátor/ka          | Značka |
| 2017     | 2017                                                                       | 2017                           | 2017             | 2017                   | 2017   |
| -------- | -------------------------------------------------------------------------- | ------------------------------ | ---------------- | ---------------------- | ------ |
| Bunkobon |                                                                            |                                |                  |                        |        |
| 1.       | Rjúó no ošigoto!                                                           | Širó Širatori                  | Širabii          | GA Bunko               |        |
| 2.       | Re:Zero kara hadžimeru isekai seikacu                                      | Tappei Nagacuki                | Šin’ičiró Ócuka  | MF Bunko J             |        |
| 3.       | Toaru madžucu no Index                                                     | Kazuma Kamači                  | Kijotaka Haimura | Dengeki Bunko          |        |
| 4.       | Sword Art Online                                                           | Reki Kawahara                  | abec             | Dengeki Bunko          |        |
| 5.       | Goblin Slayer                                                              | Kumo Kagjú                     | Noboru Kannacuki | GA Bunko               |        |
| 6.       | Melody Lyrik Idol Magik                                                    | Hiroši Išikawa                 | POO              | Dash X Bunko           |        |
| 7.       | Gamers!                                                                    | Sekina Aoi                     | Saboten          | Fudžimi Fantasia Bunko |        |
| 8.       | Džaku-chara Tomozaki-kun                                                   | Júki Jaku                      | Fly              | Gagaga Bunko           |        |
| 9.       | KonoSuba                                                                   | Nacume Akacuki                 | Kurone Mišima    | Kadokawa Sneaker Bunko |        |
| 10.      | Kono koi to, sono mirai                                                    | Bingo Morihaši                 | Nardack          | Famicú Bunko           |        |
| Tankóbon |                                                                            |                                |                  |                        |        |
| 1.       | Overlord                                                                   | Kugane Marujama                | so-bin           | Enterbrain             |        |
| 2.       | Monogatari                                                                 | Nisio Isin                     | Vofan            | Kódanša Box            |        |
| 3.       | Kumo desu ga, nanika?                                                      | Okina Baba                     | Cukasa Kirjú     | Kadokawa Books         |        |
| 4.       | Mušoku tensei                                                              | Rifudžin na Magonote           | Širotaka         | MF Books               |        |
| 5.       | Honzuki no gekokudžó                                                       | Mija Kazuki                    | Jó Šína          | TO Bunko               |        |
| 6.       | Ninja Slayer                                                               | Bradley Bond, Philip N. Morzez | Warainaku        | Kadokawa               |        |
| 7.       | Kjúkecuki ni natta kimi wa eien no ai o hadžimeru: Long Long Engage        | Mizuki Nomura                  | Miho Takeoka     | Famicú Bunko           |        |
| 8.       | Tensei šitara Slime datta ken                                              | Fuse                           | Mitz Vah         | GC Novels              |        |
| 9.       | Bókjaku tantei                                                             | Nisio Isin                     | Vofan            | Kódanša Bungei         |        |
| 10.      | Kono sekai ga Game da to boku dake ga šitteiru                             | Usbar                          | Ičizen           | Enterbrain             |        |
| 2018     |                                                                            |                                |                  |                        |        |
| Bunkobon |                                                                            |                                |                  |                        |        |
| 1.       | Rjúó no ošigoto!                                                           | Širó Širatori                  | Širabii          | GA Bunko               |        |
| 2.       | 86                                                                         | Asato Asato                    | Širabii          | Dengeki Bunko          |        |
| 3.       | Infinite Dendrogram                                                        | Sakon Kaidó                    | Taiki            | HJ Bunko               |        |
| 4.       | Cuki to Laika to Nosferatu                                                 | Keisuke Masano                 | Karei            | Gagaga Bunko           |        |
| 5.       | Sword Art Online                                                           | Reki Kawahara                  | abec             | Dengeki Bunko          |        |
| 6.       | Bokutači no Remake                                                         | Nači Kio                       | Eretto           | MF Bunko J             |        |
| 7.       | Džaku-chara Tomozaki-kun                                                   | Júki Jaku                      | Fly              | Gagaga Bunko           |        |
| 8.       | Gamers!                                                                    | Sekina Aoi                     | Saboten          | Fudžimi Fantasia Bunko |        |
| 9.       | Dungeon ni deai o motomeru no wa mačigatteiru daró ka                      | Fudžino Ómori                  | Suzuhito Jasuda  | GA Bunko               |        |
| 10       | Imóto sae ireba ii.                                                        | Jomi Hirasaka                  | Kantoku          | Gagaga Bunko           |        |
| Tankóbon |                                                                            |                                |                  |                        |        |
| 1.       | Honzuki no gekokudžó                                                       | Mija Kazuki                    | Jó Šína          | TO Bunko               |        |
| 2.       | Kumo desu, nanika?                                                         | Okina Baba                     | Cukasa Kirjú     | Kadokawa Books         |        |
| 3.       | Jódžo senki                                                                | Carlo Zen                      | Šinobu Šinocuki  | Enterbrain             |        |
| 4.       | Overlord                                                                   | Kugane Marujama                | so-bin           | Enterbrain             |        |
| 5.       | Monogatari                                                                 | Nisio Isin                     | Vofan            | Kódanša Box            |        |
| 6.       | Tensei šitara Slime datta ken                                              | Fuse                           | Mitz Vah         | GC Novels              |        |
| 7.       | Mušoku tensei                                                              | Rifudžin na Magonote           | Širotaka         | MF Books               |        |
| 8.       | Jokohama eki SF                                                            | Juba Isukari                   | Tacujuki Tanaka  | Kadokawa Books         |        |
| 9.       | Madžo no tabitabi                                                          | Džógi Širaši                   | Azul             | GA Novel               |        |
| 10.      | Uči no ko no tame naraba, ore wa mošikašitara maó mo taoseru kamo širenai. | Chirolu                        | Kei              | HJ Books               |        |
| 2019     |                                                                            |                                |                  |                        |        |
| Bunkobon |                                                                            |                                |                  |                        |        |
| 1.       | Sabikui Bisco                                                              | Šindži Kobukubo                | Akagiši K        | Dengeki Bunko          |        |
| 2.       | Rjúó no ošigoto!                                                           | Širó Širatori                  | Širabii          | GA Bunko               |        |
| 3.       | Džaku-chara Tomozaki-kun                                                   | Júki Jaku                      | Fly              | Gagaga Bunko           |        |
| 4.       | Hige o soru. Sošite džošikósei o hirou.                                    | Šimesaba                       | Booota           | Kadokawa Sneaker Bunko |        |
| 5.       | 86                                                                         | Asato Asato                    | Širabii          | Dengeki Bunko          |        |
| 6.       | Jókoso džicurjoku šidžó šugi no kjóšicu e                                  | Šógo Kinugasa                  | Šunsaku Tomose   | MF Bunko J             |        |
| 7.       | Bokutači no Remake                                                         | Nači Kio                       | Eretto           | MF Bunko J             |        |
| 8.       | Sankaku no kjori wa kagirinai zero                                         | Saginomija Misaki              | Hiten            | Dengeki Bunko          |        |
| 9.       | Toaru madžucu no Index                                                     | Kazuma Kamači                  | Kijotaka Haimura | Dengeki Bunko          |        |
| 10.      | Sword Art Online                                                           | Reki Kawahara                  | abec             | Dengeki Bunko          |        |
| Tankóbon |                                                                            |                                |                  |                        |        |
| 1.       | Honzuki no gekokudžó                                                       | Mija Kazuki                    | Jó Šína          | TO Bunko               |        |
| 2.       | Umibe no bjóin de kanodžo to hanašita ikucuka no koto                      | Hiroši Išikawa                 | Mai Jonejama     | Kadokawa               |        |
| 3.       | Monogatari                                                                 | Nisio Isin                     | Vofan            | Kódanša Box            |        |
| 4.       | Overlord                                                                   | Kugane Marujama                | so-bin           | Enterbrain             |        |
| 5.       | Tensei šitara Slime datta ken                                              | Fuse                           | Mitz Vah         | GC Novels              |        |
| 6.       | Madžo no tabitabi                                                          | Džógi Širaši                   | Azul             | GA Novel               |        |
| 7.       | JK Haru wa isekai de šófu ni natta                                         | Ko Hiratori                    | Šimano           | Hajakawa Šobó          |        |
| 8.       | Mušoku tensei                                                              | Rifudžin na Magonote           | Širotaka         | MF Books               |        |
| 9.       | Slime taošite sanbjaku-nen, širanai uči ni Level Max ni nattemašita        | Kisecu Morita                  | Benio            | GA Novel               |        |
| 10.      | Kumo desu, nanika?                                                         | Okina Baba                     | Cukasa Kirjú     | Kadokawa Books         |        |

### 2020–2022
| Formát   | Pořadí                                                                              | Titul                | Autor/ka           | Ilustrátor/ka          | Značka |
| 2020     | 2020                                                                                | 2020                 | 2020               | 2020                   | 2020   |
| -------- | ----------------------------------------------------------------------------------- | -------------------- | ------------------ | ---------------------- | ------ |
| Bunkobon |                                                                                     |                      |                    |                        |        |
| 1.       | Nanacu no maken ga šihai suru                                                       | Bokuto Uno           | Ruria Mijuki       | Dengeki Bunko          |        |
| 2.       | Rjúó no ošigoto!                                                                    | Širó Širatori        | Širabii            | GA Bunko               |        |
| 3.       | Džaku-chara Tomozaki-kun                                                            | Júki Jaku            | Fly                | Gagaga Bunko           |        |
| 4.       | Jókoso džicurjoku šidžó šugi no kjóšicu e                                           | Šógo Kinugasa        | Šunsaku Tomose     | MF Bunko J             |        |
| 5.       | Osananadžimi ga zettai ni makenai Love Comedy                                       | Šúiči Nimaru         | Ui Šigure          | Dengeki Bunko          |        |
| 6.       | Seišun buta jaró wa Bunny Girl senpai no jume o minai                               | Hadžime Kamošida     | Kédži Mizoguči     | Dengeki Bunko          |        |
| 7.       | Mamahaha no curego ga motokano datta                                                | Kjósuke Kamiširo     | Takajaki           | Kadokawa Sneaker Bunko |        |
| 8.       | Kimi no wasurekata o ošiete                                                         | Mirito Amasaki       | Fly                | Kadokawa Sneaker Bunko |        |
| 9.       | Nacu e no Tunnel, sajonara no deguči                                                | Mei Hačimoku         | Kukka              | Gagaga Bunko           |        |
| 10.      | Otonari no tenši-sama ni icu no ma ni ka dame ningen ni sareteita ken               | Saekisan             | Hazano Kazutake    | GA Bunko               |        |
| Tankóbon |                                                                                     |                      |                    |                        |        |
| 1.       | Unnamed Memory                                                                      | Kudži Furumija       | chibi              | Dengeki no šin bungei  |        |
| 2.       | Honzuki no gekokudžó                                                                | Mija Kazuki          | Jó Šína            | TO Bunko               |        |
| 3.       | Kage no džicurjokuša ni naritakute!                                                 | Daisuke Aizawa       | Tózai              | Enterbrain             |        |
| 4.       | Mušoku tensei                                                                       | Rifudžin na Magonote | Širotaka           | MF Books               |        |
| 5.       | Rebuild World                                                                       | Nafuse               | Gin                | Dengeki no šin bungei  |        |
| 6.       | Madžo no tabitabi                                                                   | Džógi Širaši         | Azul               | GA Novel               |        |
| 7.       | Tensei šitara Slime datta ken                                                       | Fuse                 | Mitz Vah           | GC Novels              |        |
| 8.       | Otomegé sekai wa Mob ni kibišii sekai desu                                          | Jomu Mišima          | Monda              | GC Novels              |        |
| 9.       | Kumo desu, nanika?                                                                  | Okina Baba           | Cukasa Kirjú       | Kadokawa Books         |        |
| 10.      | Cundere akujaku reidžó Liselotte to džikkjó no Endó-kun to kaisecu no Kobajaši-san  | Suzu Enošima         | Eihi               | Kadokawa Books         |        |
| 2021     |                                                                                     |                      |                    |                        |        |
| Bunkobon |                                                                                     |                      |                    |                        |        |
| 1.       | Čitose-kun wa Ramune-bin no naka                                                    | Hiromu               | raemz              | Gagaga Bunko           |        |
| 2.       | Spy Classroom                                                                       | Takemači             | Tomari             | Fantasia Bunko         |        |
| 3.       | Jókoso džicurjoku šidžó šugi no kjóšicu e                                           | Šógo Kinugasa        | Šunsaku Tomose     | MF Bunko J             |        |
| 4.       | Tantei wa mó, šindeiru.                                                             | Nigojú               | Umibózu            | MF Bunko J             |        |
| 5.       | Mamahaha no curego ga motokano datta                                                | Kamiširo Kjósuke     | Takajaki           | Kadokawa Sneaker Bunko |        |
| 6.       | Rakuen Noise                                                                        | Hikaru Sugii         | Šunkafudžu Džú     | Dengeki Bunko          |        |
| 7.       | Džaku-chara Tomozaki-kun                                                            | Júki Jaku            | Fly                | Gagaga Bunko           |        |
| 8.       | Kanodžo no imóto to Kiss wu šita                                                    | Riku Misora          | Mizore Saba        | GA Bunko               |        |
| 9.       | Propeller Opera                                                                     | Koroku Inumura       | Hitomi Šizuki      | Gagaga Bunko           |        |
| 10.      | Otonari no tenši-sama ni icu no ma ni ka dame ningen ni sareteita ken               | Saekisan             | Hazano Kazutake    | GA Bunko               |        |
| Tankóbon |                                                                                     |                      |                    |                        |        |
| 1.       | Išura                                                                               | Keiso                | Kureta             | Dengeki no šin bungei  |        |
| 2.       | Honzuki no gekokudžó                                                                | Mija Kazuki          | Jó Šína            | TO Bunko               |        |
| 3.       | Unnamed Memory                                                                      | Kudži Furumija       | chibi              | Dengeki no šin bungei  |        |
| 4.       | Rebuild World                                                                       | Nafuse               | Gin                | Dengeki no šin bungei  |        |
| 5.       | Babel                                                                               | Kudži Furumija       | Harujuki Morisawa  | Dengeki Novel          |        |
| 6.       | Tearmoon teikoku monogatari: Dantódai kara hadžimaru, hime no tensei gjakuten Story | Nozomu Močizuki      | Gilse              | TO Bunko               |        |
| 7.       | Nageki no bórei wa intai šitai: Saidžaku Hunter ni joru saikjó Party ikuseidžucu    | Cukikage             | Chyko              | GC Novels              |        |
| 8.       | Afumi no umi: Suimen ga jureru toki                                                 | Israfil              | Foo Midori         | TO Bunko               |        |
| 9.       | Madóguši Dahlia wa ucumukanai: Kjó kara džúna šokunin Life                          | Hisaja Amagiši       | Kei                | MF Books               |        |
| 10.      | Madžo no tabitabi                                                                   | Džógi Širaši         | Azul               | GA Novel               |        |
| 2022     |                                                                                     |                      |                    |                        |        |
| Bunkobon |                                                                                     |                      |                    |                        |        |
| 1.       | Čitose-kun wa Ramune-bin no naka                                                    | Hiromu               | raemz              | Gagaga Bunko           |        |
| 2.       | Šunka šútó daikóša: Haru no mai                                                     | Kana Akacuki         | Suó                | Dengeki Bunko          |        |
| 3.       | Jókoso džicurjoku šidžó šugi no kjóšicu e                                           | Šógo Kinugasa        | Šunsaku Tomose     | MF Bunko J             |        |
| 4.       | Mimoza no kokuhaku                                                                  | Mei Hačimoku         | Kukka              | Gagaga Bunko           |        |
| 5.       | Propeller Opera                                                                     | Koroku Inumura       | Hitomi Šizuki      | Gagaga Bunko           |        |
| 6.       | Otonari no tenši-sama ni icu no ma ni ka dame ningen ni sareteita ken               | Saekisan             | Hazano Kazutake    | GA Bunko               |        |
| 7.       | Gimai seikacu                                                                       | Ghost Mikawa         | Hiten              | MF Bunko J             |        |
| 8.       | Tantei wa mó, šindeiru.                                                             | Nigojú               | Umibózu            | MF Bunko J             |        |
| 9.       | Tokidoki bosotto Russia-go de dereru tonari no Aria-san                             | Sunsunsun            | Momoco             | Kadokawa Sneaker Bunko |        |
| 10.      | Bullet Code: Firewall                                                               | Suzu Saitó           | Wata               | Dengeki Bunko          |        |
| Tankóbon |                                                                                     |                      |                    |                        |        |
| 1.       | Sasaki to Pi-čan                                                                    | Buncololi            | Kantoku            | MF Bunko J             |        |
| 2.       | Silent Witch: Činmoku no madžo no kakušigoto                                        | Macuri Isora         | Nanna Fudžimi      | Kadokawa Books         |        |
| 3.       | Honzuki no gekokudžó                                                                | Mija Kazuki          | Jó Šína            | TO Bunko               |        |
| 4.       | Rebuild World                                                                       | Nafuse               | Gin                | Dengeki no šin bungei  |        |
| 5.       | Išura                                                                               | Keiso                | Kureta             | Dengeki no šin bungei  |        |
| 6.       | Babel                                                                               | Kudži Furumija       | Harujuki Morisawa  | Dengeki Novel          |        |
| 7.       | Čó sekai tensei Exo-Drive: Gekitó! Isekai zen nihon taikai-hen                      | Keiso                | Cukasa Kirjú zunta | Dengeki no šin bungei  |        |
| 8.       | Gendai šakai de otome Game no akujaku reidžó o suru no wa čotto taihen              | Tofuro Fucukaiči     | Kei                | Overlap Novels         |        |
| 9.       | Madóguši Dahlia wa ucumukanai: Kjó kara džúna šokunin Life                          | Hisaja Amagiši       | Kei                | MF Books               |        |
| 10.      | Boku wa saiseisu, boku wa ši                                                        | Hiroši Išikawa       | Kureta             | Kadokawa no šin bungei |        |

## Nejlepší ženské postavy podle roku
| Rok  | Postava           | Titul                                                                 | Autor/ka        | Ilustrátor/ka    | Značka                 |
| ---- | ----------------- | --------------------------------------------------------------------- | --------------- | ---------------- | ---------------------- |
| 2005 | Dokuro Micukai    | Bokusacu tenši Dokuro-čan                                             | Masaki Dobře    | Torišimo         | Dengeki Bunko          |
| 2006 | Kino              | Kino no tabi                                                          | Keiiči Sigsawa  | Kóhaku Kuroboši  | Dengeki Bunko          |
| 2007 | Holo              | Ókami to kóšinrjó                                                     | Isuna Hasekura  | Džú Ajakura      | Dengeki Bunko          |
| 2008 | Haruhi Suzumija   | Suzumija Haruhi no júucu                                              | Nagaru Tanigawa | Noizi Itó        | Kadokawa Sneaker Bunko |
| 2009 | Tóko Amano        | Bungaku šódžo                                                         | Mizuki Nomura   | Miho Takeoka     | Famicú Bunko           |
| 2010 | Mikoto Misaka     | Toaru madžucu no Index                                                | Kazuma Kamači   | Kijotaka Haimura | Dengeki Bunko          |
| 2011 | Mikoto Misaka     | Toaru madžucu no Index                                                | Kazuma Kamači   | Kijotaka Haimura | Dengeki Bunko          |
| 2012 | Mikoto Misaka     | Toaru madžucu no Index                                                | Kazuma Kamači   | Kijotaka Haimura | Dengeki Bunko          |
| 2013 | Mikoto Misaka     | Toaru madžucu no Index                                                | Kazuma Kamači   | Kijotaka Haimura | Dengeki Bunko          |
| 2014 | Mikoto Misaka     | Toaru madžucu no Index                                                | Kazuma Kamači   | Kijotaka Haimura | Dengeki Bunko          |
| 2015 | Jukino Jukinošita | Jahari ore no seišun Love Come wa mačigatteiru.                       | Wataru Watari   | Ponkan8          | Gagaga Bunko           |
| 2016 | Mikoto Misaka     | Toaru madžucu no Index                                                | Kazuma Kamači   | Kijotaka Haimura | Dengeki Bunko          |
| 2017 | Mikoto Misaka     | Toaru madžucu no Index                                                | Kazuma Kamači   | Kijotaka Haimura | Dengeki Bunko          |
| 2018 | Mikoto Misaka     | Toaru madžucu no Index                                                | Kazuma Kamači   | Kijotaka Haimura | Dengeki Bunko          |
| 2019 | Mikoto Misaka     | Toaru madžucu no Index                                                | Kazuma Kamači   | Kijotaka Haimura | Dengeki Bunko          |
| 2020 | Kei Karuizawa     | Jókoso džicurjoku šidžó šugi no kjóšicu e                             | Šógo Kinugasa   | Šunsaku Tomose   | MF Bunko J             |
| 2021 | Kei Karuizawa     | Jókoso džicurjoku šidžó šugi no kjóšicu e                             | Šógo Kinugasa   | Šunsaku Tomose   | MF Bunko J             |
| 2022 | Mahiru Šína       | Otonari no tenši-sama ni icu no ma ni ka dame ningen ni sareteita ken | Saekisan        | Hazano Kazutake  | GA Bunko               |

### 2005–2009
| Místo | Postava                                  | Titul                         | Autor/ka          | Ilustrátor/ka    | Značka                 |
| 2005  | 2005                                     | 2005                          | 2005              | 2005             | 2005                   |
| ----- | ---------------------------------------- | ----------------------------- | ----------------- | ---------------- | ---------------------- |
| 1.    | Dokuro Micukai                           | Bokusacu tenši Dokuro-čan     | Masaki Okaju      | Torišimo         | Dengeki Bunko          |
| 2.    | Jomiko Readman                           | Read or Die                   | Hidejuki Kurata   | Taraku Uon       | Super Dash Bunko       |
| 3.    | Juki Nagato                              | Suzumija Haruhi no júucu      | Nagaru Tanigawa   | Noizi Itó        | Kadokawa Sneaker Bunko |
| 4.    | Haruhi Suzumija                          | Suzumija Haruhi no júucu      | Nagaru Tanigawa   | Noizi Itó        | Kadokawa Sneaker Bunko |
| 5.    | Allison Whittington                      | Allison                       | Keiiči Sigsawa    | Kóhaku Kuroboši  | Dengeki Bunko          |
| 6.    | Tazusa Sakurano                          | Ginban Kaleidoscope           | Rei Kaibara       | Hiro Suzuhira    | Super Dash Bunko       |
| 7.    | Sorasumihime                             | Nana hime monogatari          | Kazu Takano       | Osamu Otani      | Dengeki Bunko          |
| 8.    | Victorique de Blois                      | Gosick                        | Kazuki Sakuraba   | Hinata Takeda    | Kadokawa Beans Bunko   |
| 9.    | Šana                                     | Šakugan no Šana               | Jašičiró Takahaši | Noizi Itó        | Dengeki Bunko          |
| 10.   | Danatia Aryl Ankurouge                   | Rakuen no madžo-tači          | Satomi Kikawa     | Múní Muččiri     | Cobalt Bunko           |
| 2006  |                                          |                               |                   |                  |                        |
| 1.    | Kino                                     | Kino no tabi                  | Keiiči Sigsawa    | Kóhaku Kuroboši  | Dengeki bunko          |
| 2.    | Juki Nagato                              | Haruhi Suzumija               | Nagaru Tanigawa   | Noizi Ito        | Kadokawa Sneaker bunko |
| 3.    | Victorique de Blois                      | Gosick                        | Kazuki Sakuraba   | Hinata Takeda    | Kadokawa Beans bunko   |
| 4.    | Haruhi Suzumija                          | Haruhi Suzumija               | Nagaru Tanigawa   | Noizi Ito        | Kadokawa Sneaker bunko |
| 5.    | Šana                                     | Šakugan no Šana               | Jašičiro Takahaši | Noizi Ito        | Dengeki bunko          |
| 6.    | Rika Akiba                               | Hanbun no cuki ga noboru sora | Cumugu Hašimoto   | Keidži Jamamoto  | Dengeki bunko          |
| 7.    | Hiroka Sóma                              | Watašitači no Tamura-kun      | Jujuko Takemija   | Jasu             | Dengeki bunko          |
| 8.    | Jomiko Togano                            | Missing                       | Gakuto Coda       | Šin Midorigawa   | Dengeki bunko          |
| 9.    | Kaho Sakazaki                            | Joku wakaru gendai mahó       | Hiroši Sakurazaka | Miki Mijašita    | Super Dash bunko       |
| 10.   | Eguriko Gankyú                           | Muši to Medama                | Akira             | Micuki Mouse     | MF bunko J             |
| 2007  |                                          |                               |                   |                  |                        |
| 1.    | Holo                                     | Ókami to kóšinrjó             | Isuna Hasekura    | Džú Ajakura      | Dengeki bunko          |
| 2.    | Juki Nagato                              | Suzumija Haruhi               | Nagaru Tanigawa   | Noizi Ito        | Kadokawa Sneaker bunko |
| 3.    | Haruhi Suzumija                          | Suzumija Haruhi               | Nagaru Tanigawa   | Noizi Ito        | Kadokawa Sneaker bunko |
| 4.    | Tóko Amano                               | Bungaku šódžo                 | Mizuki Nomura     | Miho Takeoka     | Famicu bunko           |
| 5.    | Kino                                     | Kino no tabi                  | Keiiči Sigsawa    | Kóhaku Kuroboši  | Dengeki bunko          |
| 6.    | Taiga Aisaka                             | Toradora!                     | Jujuko Takemija   | Jasu             | Dengeki bunko          |
| 7.    | Rika Akiba                               | Hanbun no cuki ga noboru sora | Cumugu Hašimoto   | Keidži Jamamoto  | Dengeki bunko          |
| 8.    | Victorique de Blois                      | Gosick                        | Kazuki Sakuraba   | Hinata Takeda    | Kadokawa Beans bunko   |
| 9.    | Šana                                     | Šakugan no Šana               | Jašičiro Takahaši | Noizi Ito        | Dengeki bunko          |
| 10.   | Louise Françoise Le Blanc de La Vallière | Ve službách Nuly              | Noboru Jamaguči   | Eidži Usacuka    | MF bunko J             |
| 2008  |                                          |                               |                   |                  |                        |
| 1.    | Haruhi Suzumija                          | Haruhi Suzumija               | Nagaru Tanigawa   | Noizi Ito        | Kadokawa Sneaker bunko |
| 2.    | Tóko Amano                               | Bungaku šódžo                 | Mizuki Nomura     | Miho Takeoka     | Famicu bunko           |
| 3.    | Juki Nagato                              | Haruhi Suzumija               | Nagaru Tanigawa   | Noizi Ito        | Kadokawa Sneaker bunko |
| 4.    | Holo                                     | Ókami to kóšinrjó             | Isuna Hasekura    | Džú Ajakura      | Dengeki bunko          |
| 5.    | Kaname Čidori                            | Full Metal Panic!             | Šódži Gató        | Šikidódži        | Fudžimi Fantasia bunko |
| 6.    | Kino                                     | Kino no tabi                  | Keiiči Sigsawa    | Kóhaku Kuroboši  | Dengeki bunko          |
| 7.    | Hitagi Senjógahara                       | Monogatari                    | Nisio Isin        | Vofan            | Kódanša Box            |
| 8.    | Nanase Kotobuki                          | Bungaku šódžo                 | Mizuki Nomura     | Miho Takeoka     | Famicu bunko           |
| 9.    | Teletha Testarossa                       | Full Metal Panic!             | Šódži Gató        | Šikidódži        | Fudžimi Fantasia bunko |
| 10.   | Taiga Aisaka                             | Toradora!                     | Jujuko Takemija   | Jasu             | Dengeki bunko          |
| 2009  |                                          |                               |                   |                  |                        |
| 1.    | Tóko Amano                               | Bungaku šódžo                 | Mizuki Nomura     | Miho Takeoka     | Famicu bunko           |
| 2.    | Holo                                     | Ókami to kóšinrjó             | Isuna Hasekura    | Džú Ajakura      | Dengeki bunko          |
| 3.    | Taiga Aisaka                             | Toradora!                     | Jujuko Takemija   | Jasu             | Dengeki bunko          |
| 4.    | Nanase Kotobuki                          | Bungaku šódžo                 | Mizuki Nomura     | Miho Takeoka     | Famicu bunko           |
| 5.    | Mikoto Misaka                            | Toaru madžucu no Index        | Kazuma Kamači     | Kijotaka Haimura | Dengeki bunko          |
| 6.    | Kino                                     | Kino no tabi                  | Keiiči Sigsawa    | Kóhaku Kuroboši  | Dengeki bunko          |
| 7.    | Hitagi Senjógahara                       | Monogatari                    | Nisio Isin        | Vofan            | Kódanša Box            |
| 8.    | Kluele Sophi Net                         | Tasogareiro no utacukai       | Sazane Kei        | Miho Takeoka     | Fudžimi Fantasia bunko |
| 9.    | Šana                                     | Šakugan no Šana               | Jašičiro Takahaši | Noizi Ito        | Dengeki bunko          |
| 10.   | Hidejoši Kinošita                        | Baka to Test                  | Kendži Inoue      | Jui Haga         | Famicu bunko           |

### 2010–2014
| Místo | Postava                     | Titul                                         | Autor/ka        | Ilustrátor/ka     | Vydavatel              |
| 2010  | 2010                        | 2010                                          | 2010            | 2010              | 2010                   |
| ----- | --------------------------- | --------------------------------------------- | --------------- | ----------------- | ---------------------- |
| 1.    | Mikoto Misaka               | Toaru madžucu no Index                        | Kazuma Kamači   | Kijotaka Haimura  | Dengeki bunko          |
| 2.    | Tóko Amano                  | Bungaku šódžo                                 | Mizuki Nomura   | Miho Takeoka      | Famicu bunko           |
| 3.    | Nanase Kotobuki             | Bungaku šódžo                                 | Mizuki Nomura   | Miho Takeoka      | Famicu bunko           |
| 4.    | Hitagi Senjógahara          | Monogatari                                    | Nisio Isin      | Vofan             | Kódanša Box            |
| 5.    | Taiga Aisaka                | Toradora!                                     | Jujuko Takemija | Jasu              | Dengeki bunko          |
| 6.    | Karuma Takasaki             | Sókyú no Karuma                               | Kóši Tačibana   | Harujuki Morisawa | Fudžimi Fantasia bunko |
| 7.    | Hidejoši Kinošita           | Baka to Test                                  | Kendži Inoue    | Jui Haga          | Famicu bunko           |
| 8.    | Kino                        | Kino no tabi                                  | Keiiči Sigsawa  | Kóhaku Kuroboši   | Dengeki bunko          |
| 9.    | Kluele Sophi Net            | Tasogareiro no utacukai                       | Sazane Kei      | Miho Takeoka      | Fudžimi Fantasia bunko |
| 10.   | Holo                        | Ókami to kóšinrjó                             | Isuna Hasekura  | Džú Ajakura       | Dengeki bunko          |
| 2011  |                             |                                               |                 |                   |                        |
| 1.    | Mikoto Misaka               | Toaru madžucu no Index                        | Kazuma Kamači   | Kijotaka Haimura  | Dengeki bunko          |
| 2.    | Júko Shiondži / Alice       | Kamisama no memo-čó                           | Hikaru Sugii    | Mel Kišida        | Dengeki bunko          |
| 3.    | Index Librorum Prohibitorum | Toaru madžucu no Index                        | Kazuma Kamači   | Kijotaka Haimura  | Dengeki bunko          |
| 4.    | Sena Kašiwazaki             | Boku wa tomodači ga sukunai                   | Jomi Hirasaka   | Buriki            | MF bunko J             |
| 5.    | Tóko Amano                  | Bungaku šódžo                                 | Mizuki Nomura   | Miho Takeoka      | Famicu bunko           |
| 6.    | Asuka Júki / Asuka          | Sword Art Online                              | Reki Kawahara   | Abec              | Dengeki bunko          |
| 7.    | Icuwa                       | Toaru madžucu no Index                        | Kazuma Kamači   | Kijotaka Haimura  | Dengeki bunko          |
| 8.    | Hitagi Senjógahara          | Monogatari                                    | Nisio Isin      | Vofan             | Kódanša Box            |
| 9.    | Erio Tówa                   | Denpa onna to seišun otoko                    | Hitoma Iruma    | Buriki            | Dengeki bunko          |
| 10.   | Nanase Kotobuki             | Bungaku šódžo                                 | Mizuki Nomura   | Miho Takeoka      | Famicu bunko           |
| 2012  |                             |                                               |                 |                   |                        |
| 1.    | Mikoto Misaka               | Toaru madžucu no Index                        | Kazuma Kamači   | Kijotaka Haimura  | Dengeki bunko          |
| 2.    | Asuka Júki / Asuka          | Sword Art Online                              | Reki Kawahara   | Abec              | Dengeki bunko          |
| 3.    | Sena Kašiwazaki             | Boku wa tomodači ga sukunai                   | Jomi Hirasaka   | Buriki            | MF bunko J             |
| 4.    | Ruri Goko / Kuroneko        | Ore no imóto ga konna ni kawaii wake ga nai   | Cukasa Fušimi   | Hiro Kanzaki      | Dengeki bunko          |
| 5.    | Júko Shiondži / Alice       | Kamisama no memo-čó                           | Hikaru Sugii    | Mel Kišida        | Dengeki bunko          |
| 6.    | Himeko Inaba                | Kokoro Connect                                | Sadanacu Anda   | Širomizakana      | Famicu bunko           |
| 7.    | Hitagi Senjógahara          | Monogatari                                    | Nisio Isin      | Vofan             | Kódanša Box            |
| 7.    | Kirino Kousaka              | Ore no imóto ga konna ni kawaii wake ga nai   | Cukasa Fušimi   | Hiro Kanzaki      | Dengeki bunko          |
| 9.    | Haruhi Suzumija             | Suzumija Haruhi                               | Nagaru Tanigawa | Noizi Ito         | Kadokawa Sneaker bunko |
| 10.   | Jozora Mikazuki             | Boku wa tomodači ga sukunai                   | Jomi Hirasaka   | Buriki            | MF bunko J             |
| 2013  |                             |                                               |                 |                   |                        |
| 1.    | Mikoto Misaka               | Toaru madžucu no Index                        | Kazuma Kamači   | Kijotaka Haimura  | Dengeki bunko          |
| 2.    | Asuka Júki / Asuka          | Sword Art Online                              | Reki Kawahara   | Abec              | Dengeki bunko          |
| 3.    | Himeko Inaba                | Kokoro Connect                                | Sadanacu Anda   | Širomizakana      | Famicu bunko           |
| 4.    | Kurojukihime                | Accel World                                   | Reki Kawahara   | HiMA              | Dengeki bunko          |
| 5.    | Sena Kašiwazaki             | Boku wa tomodači ga sukunai                   | Jomi Hirasaka   | Buriki            | MF bunko J             |
| 6.    | Ruri Goko / Kuroneko        | Ore no imóto ga konna ni kawaii wake ga nai   | Cukasa Fušimi   | Hiro Kanzaki      | Dengeki bunko          |
| 7.    | Šino Asada / Šinon          | Sword Art Online                              | Reki Kawahara   | Abec              | Dengeki bunko          |
| 8.    | Jukino Jukinošita           | Jahari ore no seišun rabukome wa mačigatteiru | Wataru Watari   | Ponkan8           | Gagaga bunko           |
| 9.    | Kirino Kósaka               | Ore no imóto ga konna ni kawaii wake ga nai   | Cukasa Fušimi   | Hiro Kanzaki      | Dengeki bunko          |
| 10.   | Jozora Mikazuki             | Boku wa tomodači ga sukunai                   | Jomi Hirasaka   | Buriki            | MF bunko J             |
| 2014  |                             |                                               |                 |                   |                        |
| 1.    | Mikoto Misaka               | Toaru madžucu no Index                        | Kazuma Kamači   | Kijotaka Haimura  | Dengeki bunko          |
| 2.    | Jukino Jukinošita           | Jahari ore no seišun rabukome wa mačigatteiru | Wataru Watari   | Ponkan8           | Gagaga bunko           |
| 3.    | Asuka Júki / Asuka          | Sword Art Online                              | Reki Kawahara   | Abec              | Dengeki bunko          |
| 4.    | Jui Juigahama               | Jahari ore no seišun rabukome wa mačigatteiru | Wataru Watari   | Ponkan8           | Gagaga bunko           |
| 5.    | Index Librorum Prohibitorum | Toaru madžucu no Index                        | Kazuma Kamači   | Kijotaka Haimura  | Dengeki bunko          |
| 6.    | Kirino Kósaka               | Ore no imóto ga konna ni kawaii wake ga nai   | Cukasa Fušimi   | Hiro Kanzaki      | Dengeki bunko          |
| 7.    | Ajase Aragaki               | Ore no imóto ga konna ni kawaii wake ga nai   | Cukasa Fušimi   | Hiro Kanzaki      | Dengeki bunko          |
| 8.    | Šino Asada / Šinon          | Sword Art Online                              | Reki Kawahara   | Abec              | Dengeki bunko          |
| 9.    | Mijuki Šiba                 | Mahóka kókó no rettósei                       | Cutomu Sató     | Kana Išida        | Dengeki bunko          |
| 10.   | Jozora Mikazuki             | Boku wa tomodači ga sukunai                   | Jomi Hirasaka   | Buriki            | MF bunko J             |

### 2015–2019
| Místo | Postava                     | Titul                                                 | Autor/ka         | Ilustrátor/ka    | Vydavatel              |
| 2015  | 2015                        | 2015                                                  | 2015             | 2015             | 2015                   |
| ----- | --------------------------- | ----------------------------------------------------- | ---------------- | ---------------- | ---------------------- |
| 1.    | Jukino Jukinošita           | Jahari ore no seišun rabukome wa mačigatteiru         | Wataru Watari    | Ponkan8          | Gagaga bunko           |
| 2.    | Mikoto Misaka               | Toaru madžucu no Index                                | Kazuma Kamači    | Kijotaka Haimura | Dengeki bunko          |
| 3.    | Jui Juigahama               | Jahari ore no seišun rabukome wa mačigatteiru         | Wataru Watari    | Ponkan8          | Gagaga bunko           |
| 4.    | Asuka Júki / Asuka          | Sword Art Online                                      | Reki Kawahara    | Abec             | Dengeki bunko          |
| 5.    | Othinus                     | Toaru madžucu no Index                                | Kazuma Kamači    | Kijotaka Haimura | Dengeki bunko          |
| 6.    | Index Librorum Prohibitorum | Toaru madžucu no Index                                | Kazuma Kamači    | Kijotaka Haimura | Dengeki bunko          |
| 7.    | Šino Asada / Šinon          | Sword Art Online                                      | Reki Kawahara    | Abec             | Dengeki bunko          |
| 8.    | Komači Hikigaja             | Jahari ore no seišun rabukome wa mačigatteiru         | Wataru Watari    | Ponkan8          | Gagaga bunko           |
| 9.    | Misaki Šokuhó               | Toaru madžucu no Index                                | Kazuma Kamači    | Kijotaka Haimura | Dengeki bunko          |
| 10.   | Širo                        | No Game No Life                                       | Jú Kamija        | Jú Kamija        | MF bunko J             |
| 2016  |                             |                                                       |                  |                  |                        |
| 1.    | Mikoto Misaka               | Toaru madžucu no Index                                | Kazuma Kamači    | Kijotaka Haimura | Dengeki bunko          |
| 2.    | Jukino Jukinošita           | Jahari ore no seišun rabukome wa mačigatteiru         | Wataru Watari    | Ponkan8          | Gagaga bunko           |
| 3.    | Iroha Išhiki                | Jahari ore no seišun rabukome wa mačigatteiru         | Wataru Watari    | Ponkan8          | Gagaga bunko           |
| 4.    | Jui Juigahama               | Jahari ore no seišun rabukome wa mačigatteiru         | Wataru Watari    | Ponkan8          | Gagaga bunko           |
| 5.    | Asuka Júki / Asuka          | Sword Art Online                                      | Reki Kawahara    | Abec             | Dengeki bunko          |
| 6.    | Megumi Kató                 | Saenai Heroine no sodatekata                          | Fumiaki Maruto   | Kurehito Misaki  | Fudžimi Fantasia bunko |
| 7.    | Širo                        | No Game No Life                                       | Jú Kamija        | Jú Kamija        | MF bunko J             |
| 8.    | Mijuki Šiba                 | Mahóka kókó no rettósei                               | Cutomu Sató      | Kana Išida       | Dengeki bunko          |
| 9.    | Othinus                     | Toaru madžucu no Index                                | Kazuma Kamači    | Kijotaka Haimura | Dengeki bunko          |
| 10.   | Index Librorum Prohibitorum | Toaru madžucu no Index                                | Kazuma Kamači    | Kijotaka Haimura | Dengeki bunko          |
| 2017  |                             |                                                       |                  |                  |                        |
| 1.    | Mikoto Misaka               | Toaru madžucu no Index                                | Kazuma Kamači    | Kijotaka Haimura | Dengeki bunko          |
| 2.    | Rem                         | Re:Zero kara hadžimeru isekai seikacu                 | Tappei Nagacuki  | Šiničiró Ócuka   | MF bunko J             |
| 3.    | Megumin                     | KonoSuba                                              | Nacume Akacuki   | Kurone Mišima    | Kadokawa Sneaker bunko |
| 4.    | Asuka Júki / Asuka          | Sword Art Online                                      | Reki Kawahara    | Abec             | Dengeki bunko          |
| 5.    | Jukino Jukinošita           | Jahari ore no seišun rabukome wa mačigatteiru         | Wataru Watari    | Ponkan8          | Gagaga bunko           |
| 6.    | Megumi Katou                | Saenai Heroine no sodatekata                          | Fumiaki Maruto   | Kurehito Misaki  | Fudžimi Fantasia bunko |
| 7.    | White Queen                 | Mitó šókan:// Blood-Sign                              | Kazuma Kamači    | Waki Ikawa       | Dengeki bunko          |
| 8.    | Emilia                      | Re:Zero kara hadžimeru isekai seikacu                 | Tappei Nagacuki  | Šiničiró Ócuka   | MF bunko J             |
| 9.    | Index Librorum Prohibitorum | Toaru madžucu no Index                                | Kazuma Kamači    | Kijotaka Haimura | Dengeki bunko          |
| 10.   | Othinus                     | Toaru madžucu no Index                                | Kazuma Kamači    | Kijotaka Haimura | Dengeki bunko          |
| 2018  |                             |                                                       |                  |                  |                        |
| 1.    | Mikoto Misaka               | Toaru madžucu no Index                                | Kazuma Kamači    | Kijotaka Haimura | Dengeki bunko          |
| 2.    | Myne                        | Honzuki no gekokudžó                                  | Mija Kazuki      | Jó Šína          | Nico Nico Seiga        |
| 3.    | Asuka Júki / Asuka          | Sword Art Online                                      | Reki Kawahara    | Abec             | Dengeki bunko          |
| 4.    | Mai Sakuradžima             | Seišun buta jaró wa Bunny Girl senpai no jume o minai | Hadžime Kamošida | Kédži Mizoguči   | Dengeki bunko          |
| 5.    | Megumi Katou                | Saenai Heroine no sodatekata                          | Fumiaki Maruto   | Kurehito Misaki  | Fudžimi Fantasia bunko |
| 6.    | Jukino Jukinošita           | Jahari ore no seišun rabukome wa mačigatteiru         | Wataru Watari    | Ponkan8          | Gagaga bunko           |
| 7.    | Jui Juigahama               | Jahari ore no seišun rabukome wa mačigatteiru         | Wataru Watari    | Ponkan8          | Gagaga bunko           |
| 8.    | Rem                         | Re:Zero kara hadžimeru isekai seikacu                 | Tappei Nagacuki  | Šiničiró Ócuka   | MF bunko J             |
| 9.    | Iroha Isšiki                | Jahari ore no seišun rabukome wa mačigatteiru         | Wataru Watari    | Ponkan8          | Gagaga bunko           |
| 10.   | Othinus                     | Toaru madžucu no Index                                | Kazuma Kamači    | Kijotaka Haimura | Dengeki bunko          |
| 2019  |                             |                                                       |                  |                  |                        |
| 1.    | Mikoto Misaka               | Toaru madžucu no Index                                | Kazuma Kamači    | Kijotaka Haimura | Dengeki bunko          |
| 2.    | Vladilena Mirizé            | 86                                                    | Asato Asato      | Širabii          | Dengeki bunko          |
| 3.    | Asuka Júki / Asuka          | Sword Art Online                                      | Reki Kawahara    | Abec             | Dengeki bunko          |
| 4.    | Ginko Sora                  | Rjúó no ošigoto!                                      | Širou Shiratori  | Širabii          | GA bunko               |
| 5.    | Myne                        | Honzuki no gekokudžó                                  | Mija Kazuki      | Jó Šína          | Nico Nico Seiga        |
| 6.    | Minami Nanami               | Džaku-chara Tomozaki-kun                              | Jaku Juuki       | Fly              | Gagaga bunko           |
| 7.    | Mai Sakuradžima             | Seišun buta jaró wa Bunny Girl senpai no jume o minai | Hadžime Kamošida | Kédži Mizoguči   | Dengeki bunko          |
| 8.    | Kei Karuizawa               | Jókoso džicurjoku šidžó šugi no kjóšicu e             | Šógo Kinugasa    | Šunsaku Tomose   | MF bunko J             |
| 9.    | Ai Jašadžin                 | Rjúó no ošigoto!                                      | Širou Shiratori  | Širabii          | GA bunko               |
| 10.   | Elaina                      | Madžo no tabitabi                                     | Shiraiši Jougi   | Azul             | GA Novel               |

### 2020–2022
| Místo | Postava                 | Titul                                                                 | Autor/ka          | Ilustrátor/ka    | Vydavatel              |
| 2020  | 2020                    | 2020                                                                  | 2020              | 2020             | 2020                   |
| ----- | ----------------------- | --------------------------------------------------------------------- | ----------------- | ---------------- | ---------------------- |
| 1.    | Kei Karuizawa           | Jókoso džicurjoku šidžó šugi no kjóšicu e                             | Šógo Kinugasa     | Šunsaku Tomose   | MF bunko J             |
| 2.    | Ginko Sora              | Rjúó no ošigoto!                                                      | Širou Shiratori   | Širabii          | GA bunko               |
| 3.    | Mikoto Misaka           | Toaru madžucu no Index                                                | Kazuma Kamači     | Kijotaka Haimura | Dengeki bunko          |
| 4.    | Mai Sakuradžima         | Seišun buta jaró wa Bunny Girl senpai no jume o minai                 | Hadžime Kamošida  | Kédži Mizoguči   | Dengeki bunko          |
| 5.    | Minami Nanami           | Džaku-chara Tomozaki-kun                                              | Jaku Juuki        | Fly              | Gagaga bunko           |
| 6.    | Elaina                  | Madžo no tabitabi                                                     | Shiraiši Jougi    | Azul             | GA Novel               |
| 7.    | Honami Ičinose          | Jókoso džicurjoku šidžó šugi no kjóšicu e                             | Šógo Kinugasa     | Šunsaku Tomose   | MF bunko J             |
| 8.    | Mahiru Šína             | Otonari no tenši-sama ni icu no ma ni ka dame ningen ni sareteita ken | Saekisan          | Hazano Kazutake  | GA bunko               |
| 9.    | Šóko Makinohara         | Seišun buta jaró wa Bunny Girl senpai no jume o minai                 | Hadžime Kamošida  | Kédži Mizoguči   | Dengeki bunko          |
| 10.   | Vladilena Mirizé        | 86                                                                    | Asato Asato       | Širabii          | Dengeki bunko          |
| 2021  |                         |                                                                       |                   |                  |                        |
| 1.    | Kei Karuizawa           | Jókoso džicurjoku šidžó šugi no kjóšicu e                             | Šógo Kinugasa     | Šunsaku Tomose   | MF bunko J             |
| 2.    | Mahiru Šína             | The Angel Next Door Spoils Me Rotten                                  | Saekisan          | Hazano Kazutake  | GA bunko               |
| 3.    | Myne                    | Honzuki no gekokudžó                                                  | Mija Kazuki       | Jó Šína          | TO bunko               |
| 4.    | Siesta                  | Tantei wa mó, šindeiru.                                               | Nigojuu           | Umibouzu         | MF bunko J             |
| 5.    | Mai Sakuradžima         | Seišun buta jaró wa Bunny Girl senpai no jume o minai                 | Hadžime Kamošida  | Kédži Mizoguči   | Dengeki bunko          |
| 6.    | Honami Ičinose          | Jókoso džicurjoku šidžó šugi no kjóšicu e                             | Šógo Kinugasa     | Šunsaku Tomose   | MF bunko J             |
| 7.    | Mikoto Misaka           | Toaru madžucu no Index                                                | Kazuma Kamači     | Kijotaka Haimura | Dengeki bunko          |
| 8.    | Kuroha Šida             | Osananadžimi ga zettai ni makenai rabukome                            | Šúiči Nimaru      | Ui Šigure        | Dengeki bunko          |
| 9.    | Jume Irido              | Mamahaha no curego ga motokano datta                                  | Kamiširo Kjousuke | Takajaki         | Kadokawa Sneaker bunko |
| 10.   | Minami Nanami           | Džaku-chara Tomozaki-kun                                              | Jaku Juuki        | Fly              | Gagaga bunko           |
| 2022  |                         |                                                                       |                   |                  |                        |
| 1.    | Mahiru Šína             | Otonari no tenši-sama ni icu no ma ni ka dame ningen ni sareteita ken | Saekisan          | Hazano Kazutake  | GA bunko               |
| 2.    | Siesta                  | Tantei wa mó, šindeiru.                                               | Nigojuu           | Umibouzu         | MF bunko J             |
| 3.    | Jukino Jukinošita       | Jahari ore no seišun rabukome wa mačigatteiru                         | Wataru Watari     | Ponkan8          | Gagaga bunko           |
| 4.    | Kei Karuizawa           | Jókoso džicurjoku šidžó šugi no kjóšicu e                             | Šógo Kinugasa     | Šunsaku Tomose   | MF bunko J             |
| 5.    | Myne                    | Honzuki no gekokudžó                                                  | Mija Kazuki       | Jó Šína          | TO bunko               |
| 6.    | Alisa Michailovna Kudžó | Tokidoki Bosotto Russia-go de Dereru Tonari no Alja-san               | Sunsunsun         | Momoco           | Kadokawa Sneaker bunko |
| 7.    | Saki Ajase              | Gimai seikacu                                                         | Ghost Mikawa      | Hiten            | MF bunko J             |
| 8.    | Haru Aomi               | Čitose-kun wa Ramune-bin no naka                                      | Hiromu            | raemz            | Gagaga bunko           |
| 9.    | Juzuki Nanase           | Čitose-kun wa Ramune-bin no naka                                      | Hiromu            | raemz            | Gagaga bunko           |
| 10.   | Honami Ičinose          | Jókoso džicurjoku šidžó šugi no kjóšicu e                             | Šógo Kinugasa     | Šunsaku Tomose   | MF bunko J             |

## Nejlepší mužské postavy podle roku
| Rok  | Postava                  | Titul                                           | Autor/ka        | Ilustrátor/ka    | Otisk                  |
| ---- | ------------------------ | ----------------------------------------------- | --------------- | ---------------- | ---------------------- |
| 2005 | Já (Boku)                | Zaregoto                                        | Nisio Isin      | Take             | Kódanša romány         |
| 2006 | Já (Boku)                | Zaregoto                                        | Nisio Isin      | Take             | Kódanša romány         |
| 2007 | Mikoto Sajama            | Owari no Chronicle (série Ahead)                | Minoru Kawakami | Satojasu         | Dengeki bunko          |
| 2008 | Sósuke Sagara            | Full Metal Panic!                               | Šódži Gató      | Šikidódži        | Fudžimi Fantasia bunko |
| 2009 | Hidejoši Kinošita        | Baka to Test šókandžú                           | Kendži Inoue    | Jui Haga         | Famicu bunko           |
| 2010 | Hidejoši Kinošita        | Baka to Test šókandžú                           | Kendži Inoue    | Jui Haga         | Famicu bunko           |
| 2011 | Tóma Kamidžó             | Toaru madžucu no Index                          | Kazuma Kamači   | Kijotaka Haimura | Dengeki bunko          |
| 2012 | Kazuto Kirigaja / Kirito | Sword Art Online                                | Reki Kawahara   | Abec             | Dengeki bunko          |
| 2013 | Kazuto Kirigaja / Kirito | Sword Art Online                                | Reki Kawahara   | Abec             | Dengeki bunko          |
| 2014 | Hačiman Hikigaja         | Jahari ore no seišun Love Come wa mačigatteiru. | Wataru Watari   | Ponkan8          | Gagaga bunko           |
| 2015 | Hačiman Hikigaja         | Jahari ore no seišun Love Come wa mačigatteiru. | Wataru Watari   | Ponkan8          | Gagaga bunko           |
| 2016 | Hačiman Hikigaja         | Jahari ore no seišun Love Come wa mačigatteiru. | Wataru Watari   | Ponkan8          | Gagaga bunko           |
| 2017 | Tóma Kamidžó             | Toaru madžucu no Index                          | Kazuma Kamači   | Kijotaka Haimura | Dengeki bunko          |
| 2018 | Kazuto Kirigaja / Kirito | Sword Art Online                                | Reki Kawahara   | Abec             | Dengeki bunko          |
| 2019 | Tóma Kamidžó             | Toaru madžucu no Index                          | Kazuma Kamači   | Kijotaka Haimura | Dengeki bunko          |
| 2020 | Kijotaka Ajanokódži      | Jókoso džicurjoku šidžó šugi no kjóšicu e       | Šógo Kinugasa   | Šunsaku Tomose   | MF bunko J             |
| 2021 | Kijotaka Ajanokódži      | Jókoso džicurjoku šidžó šugi no kjóšicu e       | Šógo Kinugasa   | Šunsaku Tomose   | MF bunko J             |
| 2022 | Kijotaka Ajanokódži      | Jókoso džicurjoku šidžó šugi no kjóšicu e       | Šógo Kinugasa   | Šunsaku Tomose   | MF bunko J             |

### 2005–2009
| Místo | Postava                 | Titul                               | Autor/ka        | Ilustrátor/ka    | Vydavatel              |
| 2005  | 2005                    | 2005                                | 2005            | 2005             | 2005                   |
| ----- | ----------------------- | ----------------------------------- | --------------- | ---------------- | ---------------------- |
| 1.    | Já (Boku)               | Zaregoto                            | Nisio Isin      | Take             | Kódanša Novels         |
| 2.    | Sósuke Sagara           | Full Metal Panic!                   | Šódži Gató      | Šikidódži        | Fudžimi Fantasia bunko |
| 3.    | Mikoto Sajama           | Owari no Chronicle (série Ahead)    | Minoru Kawakami | Satojasu         | Dengeki bunko          |
| 4.    | Orphen                  | Majucuši Orphen                     | Jošinobu Akita  | Juuja Kusaka     | Fudžimi Fantasia bunko |
| 5.    | Maisaka Rji             | Beat no Discipline                  | Kóhei Kadono    | Koudži Ogata     | Dengeki bunko          |
| 6.    | Kei Monobe              | D Crackers                          | Kóhei Azano     | Hisato Murasaki  | Fudžimi Fantasia bunko |
| 7.    | Elion                   | Harmonizer-Elion                    | Joru Jošimura   | Cukasa Kotobuki  | Fudžimi Fantasia bunko |
| 8.    | Maido B. Garnash        | Detamaka                            | Kazujuki Takami | Čijoko           | Kadokawa Sneaker bunko |
| 9.    | Ferio Aruseifu          | Sora no kane no hibiku wakusei de   | Soičiro Watase  | Minako Iwasaki   | Dengeki bunko          |
| 10.   | Dr. Kišida              | Ariel                               | Júiči Sasamoto  | Masahisa Suzuki  | Sonorama bunko         |
| 2006  |                         |                                     |                 |                  |                        |
| 1.    | Já (Boku)               | Zaregoto                            | Nisio Isin      | Take             | Kódanša Novels         |
| 2.    | Mikoto Sajama           | Owari no Chronicle (série Ahead)    | Minoru Kawakami | Satojasu         | Dengeki bunko          |
| 3.    | Gaius Levina Sorel      | Saredo cumibito wa rjú to odoru     | Asai Labo       | Mijagi           | Gagaga bunko           |
| 4.    | Sósuke Sagara           | Full Metal Panic!                   | Šódži Gató      | Šikidódži        | Fudžimi Fantasia bunko |
| 5.    | Šizuo Heiwadžima        | Durarara!!                          | Rjógo Narita    | Suzuhito Jasuda  | Dengeki bunko          |
| 6.    | Hitošiki Zerozaki       | Zaregoto                            | Nisio Isin      | Take             | Kódanša Novels         |
| 7.    | Juri Shibuja            | Kjó kara maó!                       | Tomo Takabajaši | Temari Macumoto  | Kadokawa Sneaker bunko |
| 8.    | Abel Nightroad          | Trinity Blood                       | Sunao Jošida    | Thores Shibamoto | Kadokawa Sneaker bunko |
| 9.    | Conrad / Conrart Weller | Kjó kara maó!                       | Tomo Takabajaši | Temari Macumoto  | Kadokawa Sneaker bunko |
| 10.   | Daisuke Kusurija        | Muši-uta                            | Kjóhei Iwai     | Ruroo            | Kadokawa Sneaker bunko |
| 2007  |                         |                                     |                 |                  |                        |
| 1.    | Mikoto Sajama           | Owari no Chronicle (série Ahead)    | Minoru Kawakami | Satojasu         | Dengeki bunko          |
| 2.    | Já (Boku)               | Zaregoto                            | Nisio Isin      | Take             | Kódanša Novels         |
| 3.    | Hitošiki Zerozaki       | Zaregoto                            | Nisio Isin      | Take             | Kódanša Novels         |
| 4.    | Šizuo Heiwadžima        | Durarara!!                          | Rjógo Narita    | Suzuhito Jasuda  | Dengeki bunko          |
| 5.    | Sósuke Sagara           | Full Metal Panic!                   | Šódži Gató      | Šikidódži        | Fudžimi Fantasia bunko |
| 6.    | Kjon                    | Suzumija Haruhi                     | Nagaru Tanigawa | Noizi Ito        | Kadokawa Sneaker bunko |
| 7.    | Gaius Levina Sorel      | Saredo cumibito wa rjú to odoru     | Asai Labo       | Mijagi           | Gagaga bunko           |
| 8.    | Izaja Orihara           | Durarara!!                          | Rjógo Narita    | Suzuhito Jasuda  | Dengeki bunko          |
| 9.    | Tóma Kamidžó            | Toaru madžucu no Index              | Kazuma Kamači   | Kijotaka Haimura | Dengeki bunko          |
| 10.   | Daisuke Kusurija        | Muši-uta                            | Kjouhei Iwai    | Ruroo            | Kadokawa Sneaker bunko |
| 2008  |                         |                                     |                 |                  |                        |
| 1.    | Sósuke Sagara           | Full Metal Panic!                   | Šódži Gató      | Šikidódži        | Fudžimi Fantasia bunko |
| 2.    | Kjon                    | Suzumija Haruhi                     | Nagaru Tanigawa | Noizi Ito        | Kadokawa Sneaker bunko |
| 3.    | Tóma Kamidžó            | Toaru madžucu no Index              | Kazuma Kamači   | Kijotaka Haimura | Dengeki bunko          |
| 4.    | Hidejoši Kinošita       | Baka to Test šókandžú               | Kendži Inoue    | Jui Haga         | Famicu bunko           |
| 5.    | Rjúdži Takasu           | Toradora!                           | Jujuko Takemija | Jasu             | Dengeki bunko          |
| 6.    | Daisuke Kusurija        | Muši-uta                            | Kjouhei Iwai    | Ruroo            | Kadokawa Sneaker bunko |
| 7.    | Konoha Inoue            | Bungaku šódžo                       | Mizuki Nomura   | Miho Takeoka     | Famicu bunko           |
| 8.    | Saito Hiraga            | Ve službách Nuly                    | Noboru Jamaguči | Eidži Usacuka    | MF bunko J             |
| 9.    | Kraft Lawrence          | Ókami to kóšinrjó                   | Isuna Hasekura  | Džú Ajakura      | Dengeki bunko          |
| 10.   | Kurz Weber              | Full Metal Panic!                   | Šódži Gató      | Šikidódži        | Fudžimi Fantasia bunko |
| 2009  |                         |                                     |                 |                  |                        |
| 1.    | Hidejoši Kinošita       | Baka to Test šókandžú               | Kendži Inoue    | Jui Haga         | Famicu bunko           |
| 2.    | Rjúdži Takasu           | Toradora!                           | Jujuko Takemija | Jasu             | Dengeki bunko          |
| 3.    | Tóma Kamidžó            | Toaru madžucu no Index              | Kazuma Kamači   | Kijotaka Haimura | Dengeki bunko          |
| 4.    | Sósuke Sagara           | Full Metal Panic!                   | Šódži Gató      | Šikidódži        | Fudžimi Fantasia bunko |
| 5.    | Konoha Inoue            | Bungaku šódžo                       | Mizuki Nomura   | Miho Takeoka     | Famicu bunko           |
| 6.    | Kojomi Araragi          | Monogatari                          | Nisio Isin      | Vofan            | Kódanša Box            |
| 7.    | Mii-kun                 | Usocuki Mii-kun to kowareta Maa-čan | Hitoma Iruma    | Hidari           | Dengeki bunko          |
| 8.    | Akihisa Jošii           | Baka to Test šókandžú               | Kendži Inoue    | Jui Haga         | Famicu bunko           |
| 9.    | Kraft Lawrence          | Ókami to kóšinrjó                   | Isuna Hasekura  | Džú Ajakura      | Dengeki bunko          |
| 10.   | Ken Sugisaki            | Seitokai no ičizon                  | Sekina Aoi      | Kira Inugami     | Fudžimi Fantasia bunko |

### 2010–2014
| Místo | Postava                  | Titul                                           | Autor/ka        | Ilustrátor/ka    | Vydavatel              |
| 2010  | 2010                     | 2010                                            | 2010            | 2010             | 2010                   |
| ----- | ------------------------ | ----------------------------------------------- | --------------- | ---------------- | ---------------------- |
| 1.    | Hidejoši Kinošita        | Baka to Test šókandžú                           | Kendži Inoue    | Jui Haga         | Famicu bunko           |
| 2.    | Kojomi Araragi           | Monogatari                                      | Nisio Isin      | Vofan            | Kódanša Box            |
| 3.    | Tóma Kamidžó             | Toaru madžucu no Index                          | Kazuma Kamači   | Kijotaka Haimura | Dengeki bunko          |
| 4.    | Mii-kun                  | Usocuki Mii-kun to kowareta Maa-čan             | Hitoma Iruma    | Hidari           | Dengeki bunko          |
| 5.    | Ken Sugisaki             | Seitokai no ičizon                              | Sekina Aoi      | Kira Inugami     | Fudžimi Fantasia bunko |
| 6.    | Rjúdži Takasu            | Toradora!                                       | Jujuko Takemija | Jasu             | Dengeki bunko          |
| 7.    | Konoha Inoue             | Bungaku šódžo                                   | Mizuki Nomura   | Miho Takeoka     | Famicu bunko           |
| 8.    | Neight Yehlemihas        | Tasogareiro no utacukai                         | Kei Sazane      | Miho Takeoka     | Fudžimi Fantasia bunko |
| 9.    | Hideo Kawamura           | Sentó Jósai Masurawo                            | Tomoaki Hajaši  | Jumehito Ueda    | Kadokawa Sneaker bunko |
| 10.   | Tóma Kamidžó             | Baka to Test šókandžú                           | Kendži Inoue    | Jui Haga         | Famicu bunko           |
| 2011  |                          |                                                 |                 |                  |                        |
| 1.    | Tóma Kamidžó             | Toaru madžucu no Index                          | Kazuma Kamači   | Kijotaka Haimura | Dengeki bunko          |
| 2.    | Accelerator              | Toaru madžucu no Index                          | Kazuma Kamači   | Kijotaka Haimura | Dengeki bunko          |
| 3.    | Kazuto Kirigaja / Kirito | Sword Art Online                                | Reki Kawahara   | Abec             | Dengeki bunko          |
| 4.    | Hidejoši Kinošita        | Baka to Test šókandžú                           | Kendži Inoue    | Jui Haga         | Famicu bunko           |
| 5.    | Jó Sató                  | Ben-tó                                          | Asaura          | Kaito Šibano     | Super Dash bunko       |
| 6.    | Sósuke Sagara            | Full Metal Panic!                               | Šódži Gató      | Šikidódži        | Fudžimi Fantasia bunko |
| 7.    | Kojomi Araragi           | Monogatari                                      | Nisio Isin      | Vofan            | Kódanša Box            |
| 8.    | Ken Sugisaki             | Seitokai no ičizon                              | Sekina Aoi      | Kira Inugami     | Fudžimi Fantasia bunko |
| 9.    | Mii-kun                  | Usocuki Mii-kun to kowareta Maa-čan             | Hitoma Iruma    | Hidari           | Dengeki bunko          |
| 10.   | Šizuo Heiwadžima         | Durarara!!                                      | Rjógo Narita    | Suzuhito Jasuda  | Dengeki bunko          |
| 2012  |                          |                                                 |                 |                  |                        |
| 1.    | Kazuto Kirigaja / Kirito | Sword Art Online                                | Reki Kawahara   | Abec             | Dengeki bunko          |
| 2.    | Tóma Kamidžó             | Toaru madžucu no Index                          | Kazuma Kamači   | Kijotaka Haimura | Dengeki bunko          |
| 3.    | Kojomi Araragi           | Monogatari                                      | Nisio Isin      | Vofan            | Kódanša Box            |
| 4.    | Accelerator              | Toaru madžucu no Index                          | Kazuma Kamači   | Kijotaka Haimura | Dengeki bunko          |
| 5.    | Jó Sató                  | Ben-tó                                          | Asaura          | Kaito Šibano     | Super Dash bunko       |
| 6.    | Hidejoši Kinošita        | Baka to Test šókandžú                           | Kendži Inoue    | Jui Haga         | Famicu bunko           |
| 7.    | Kjósuke Kósaka           | Ore no imóto ga konna ni kawaii wake ga nai     | Cukasa Fušimi   | Hiro Kanzaki     | Dengeki bunko          |
| 8.    | Kjon                     | Suzumija Haruhi                                 | Nagaru Tanigawa | Noizi Ito        | Kadokawa Sneaker bunko |
| 9.    | Akihisa Jošii            | Baka to Test šókandžú                           | Kendži Inoue    | Jui Haga         | Famicu bunko           |
| 10.   | Ken Sugisaki             | Seitokai no ičizon                              | Sekina Aoi      | Kira Inugami     | Fudžimi Fantasia bunko |
| 2013  |                          |                                                 |                 |                  |                        |
| 1.    | Kazuto Kirigaja / Kirito | Sword Art Online                                | Reki Kawahara   | Abec             | Dengeki bunko          |
| 2.    | Tóma Kamidžó             | Toaru madžucu no Index                          | Kazuma Kamači   | Kijotaka Haimura | Dengeki bunko          |
| 3.    | Accelerator              | Toaru madžucu no Index                          | Kazuma Kamači   | Kijotaka Haimura | Dengeki bunko          |
| 4.    | Hačiman Hikigaja         | Jahari ore no seišun Love Come wa mačigatteiru. | Wataru Watari   | Ponkan8          | Gagaga bunko           |
| 5.    | Kjósuke Kósaka           | Ore no imóto ga konna ni kawaii wake ga nai     | Cukasa Fušimi   | Hiro Kanzaki     | Dengeki bunko          |
| 6.    | Kojomi Araragi           | Monogatari                                      | Nisio Isin      | Vofan            | Kódanša Box            |
| 7.    | Tacuja Šiba              | Mahóka kókó no rettósei                         | Cutomu Sató     | Kana Išida       | Dengeki bunko          |
| 8.    | Jó Sató                  | Ben-tó                                          | Asaura          | Kaito Šibano     | Super Dash bunko       |
| 9.    | Ken Sugisaki             | Seitokai no ičizon                              | Sekina Aoi      | Kira Inugami     | Fudžimi Fantasia bunko |
| 10.   | Tóri Aoi                 | Kjókaisen-džó no Horizon                        | Minoru Kawakami | Satojasu         | Dengeki bunko          |
| 2014  |                          |                                                 |                 |                  |                        |
| 1.    | Hačiman Hikigaja         | Jahari ore no seišun rabukome wa mačigatteiru   | Wataru Watari   | Ponkan8          | Gagaga bunko           |
| 2.    | Tóma Kamidžó             | Toaru madžucu no Index                          | Kazuma Kamači   | Kijotaka Haimura | Dengeki bunko          |
| 3.    | Kazuto Kirigaja / Kirito | Sword Art Online                                | Reki Kawahara   | Abec             | Dengeki bunko          |
| 4.    | Accelerator              | Toaru madžucu no Index                          | Kazuma Kamači   | Kijotaka Haimura | Dengeki bunko          |
| 5.    | Sadao Maó                | Hataraku maó-sama!                              | Satoši Wagahara | Oniku            | Dengeki bunko          |
| 6.    | Kjósuke Kósaka           | Ore no imóto ga konna ni kawaii wake ga nai     | Cukasa Fušimi   | Hiro Kanzaki     | Dengeki bunko          |
| 7.    | Izajoi Sakamaki          | Mondaidži-tači ga isekai kara kuru só desu jo?  | Taró Tacunoko   | Jú Amano         | Kadokawa Sneaker bunko |
| 8.    | Tacuja Šiba              | Mahóka kókó no rettósei                         | Cutomu Sató     | Kana Išida       | Dengeki bunko          |
| 9.    | Ken Sugisaki             | Seitokai no ičizon                              | Sekina Aoi      | Kira Inugami     | Fudžimi Fantasia bunko |
| 10.   | Koremicu Akagi           | Hikaru ga čikyú ni itakoro                      | Mizuki Nomura   | Miho Takeoka     | Famicu bunko           |

### 2015–2019
| Místo | Postava                         | Titul                                                 | Autor/ka                         | Ilustrátor/ka    | Vydavatel              |
| 2015  | 2015                            | 2015                                                  | 2015                             | 2015             | 2015                   |
| ----- | ------------------------------- | ----------------------------------------------------- | -------------------------------- | ---------------- | ---------------------- |
| 1.    | Hačiman Hikigaja                | Jahari ore no seišun rabukome wa mačigatteiru         | Wataru Watari                    | Ponkan8          | Gagaga bunko           |
| 2.    | Tóma Kamidžó                    | Toaru madžucu no Index                                | Kazuma Kamači                    | Kijotaka Haimura | Dengeki bunko          |
| 3.    | Kazuto Kirigaja / Kirito        | Sword Art Online                                      | Reki Kawahara                    | Abec             | Dengeki bunko          |
| 4.    | Accelerator                     | Toaru madžucu no Index                                | Kazuma Kamači                    | Kijotaka Haimura | Dengeki bunko          |
| 5.    | Tacuja Šiba                     | Mahóka kókó no rettósei                               | Cutomu Sató                      | Kana Išida       | Dengeki bunko          |
| 6.    | Sora                            | No Game No Life                                       | Jú Kamija                        | Jú Kamija        | MF bunko J             |
| 7.    | Rentaró Satomi                  | Black Bullet                                          | Shiden Kanzaki                   | Saki Ukai        | Dengeki bunko          |
| 8.    | Bell Cranel                     | Dungeon ni deai o motomeru no wa mačigatteiru daró ka | Fudžino Ómori                    | Suzuhito Jasuda  | GA bunko               |
| 9.    | Saika Tocuka                    | Jahari ore no seišun rabukome wa mačigatteiru         | Wataru Watari                    | Ponkan8          | Gagaga bunko           |
| 10.   | Ikuta Soroku                    | Nedžimaki seirei senki: tenkjó no Alderamin           | Bokuto Uno                       | Sanbasó          | Dengeki bunko          |
| 2016  |                                 |                                                       |                                  |                  |                        |
| 1.    | Hačiman Hikigaja                | Jahari ore no seišun rabukome wa mačigatteiru         | Wataru Watari                    | Ponkan8          | Gagaga bunko           |
| 2.    | Kazuto Kirigaja / Kirito        | Sword Art Online                                      | Reki Kawahara                    | Abec             | Dengeki bunko          |
| 3.    | Tóma Kamidžó                    | Toaru madžucu no Index                                | Kazuma Kamači                    | Kijotaka Haimura | Dengeki bunko          |
| 4.    | Accelerator                     | Toaru madžucu no Index                                | Kazuma Kamači                    | Kijotaka Haimura | Dengeki bunko          |
| 5.    | Tacuja Šiba                     | Mahóka kókó no rettósei                               | Cutomu Sató                      | Kana Išida       | Dengeki bunko          |
| 6.    | Sora                            | No Game No Life                                       | Jú Kamija                        | Jú Kamija        | MF bunko J             |
| 7.    | Bell Cranel                     | Dungeon ni deai o motomeru no wa mačigatteiru daró ka | Fudžino Ómori                    | Suzuhito Jasuda  | GA bunko               |
| 8.    | Saika Tocuka                    | Jahari ore no seišun rabukome wa mačigatteiru         | Wataru Watari                    | Ponkan8          | Gagaga bunko           |
| 9.    | Sakuta Azusagawa                | Seišun buta jaró wa Bunny Girl senpai no jume o minai | Hadžime Kamošida                 | Keidži Mizoguči  | Dengeki bunko          |
| 10.   | Sadao Maó                       | Hataraku maó-sama!                                    | Satoši Wagahara                  | Oniku            | Dengeki bunko          |
| 2017  |                                 |                                                       |                                  |                  |                        |
| 1.    | Tóma Kamidžó                    | Toaru madžucu no Index                                | Kazuma Kamači                    | Kijotaka Haimura | Dengeki bunko          |
| 2.    | Kazuto Kirigaja / Kirito        | Sword Art Online                                      | Reki Kawahara                    | Abec             | Dengeki bunko          |
| 3.    | Accelerator                     | Toaru madžucu no Index                                | Kazuma Kamači                    | Kijotaka Haimura | Dengeki bunko          |
| 4.    | Subaru Nacuki                   | Re:Zero kara hadžimeru isekai seikacu                 | Tappei Nagacuki                  | Šiničiró Ócuka   | MF bunko J             |
| 5.    | Hačiman Hikigaja                | Jahari ore no seišun rabukome wa mačigatteiru         | Wataru Watari                    | Ponkan8          | Gagaga bunko           |
| 6.    | Ninja Slayer / Kendži Fudžikido | Ninja Slayer                                          | Bradley Bond Philip Ninj@ Morzez | Warainaku        | Enterbrain             |
| 7.    | Tacuja Šiba                     | Mahóka kókó no rettósei                               | Cutomu Sató                      | Kana Išida       | Dengeki bunko          |
| 8.    | Kazuma Sató                     | KonoSuba                                              | Nacume Akacuki                   | Kurone Mišima    | Kadokawa Sneaker bunko |
| 9.    | Sora                            | No Game No Life                                       | Jú Kamija                        | Jú Kamija        | MF bunko J             |
| 10.   | Kjósuke Širojama                | Mitó šókan:// Blood-Sign                              | Kazuma Kamači                    | Waki Ikawa       | Dengeki bunko          |
| 2018  |                                 |                                                       |                                  |                  |                        |
| 1.    | Kazuto Kirigaja / Kirito        | Sword Art Online                                      | Reki Kawahara                    | Abec             | Dengeki bunko          |
| 2.    | Hačiman Hikigaja                | Jahari ore no seišun rabukome wa mačigatteiru         | Wataru Watari                    | Ponkan8          | Gagaga bunko           |
| 3.    | Tóma Kamidžó                    | Toaru madžucu no Index                                | Kazuma Kamači                    | Kijotaka Haimura | Dengeki bunko          |
| 4.    | Tacuja Šiba                     | Mahóka kókó no rettósei                               | Cutomu Sató                      | Kana Išida       | Dengeki bunko          |
| 5.    | Accelerator                     | Toaru madžucu no Index                                | Kazuma Kamači                    | Kijotaka Haimura | Dengeki bunko          |
| 6.    | Sora                            | No Game No Life                                       | Jú Kamija                        | Jú Kamija        | MF bunko J             |
| 7.    | Subaru Nacuki                   | Re:Zero kara hadžimeru isekai seikacu                 | Tappei Nagacuki                  | Šiničiró Ócuka   | MF bunko J             |
| 8.    | Ferdinand                       | Honzuki no gekokudžó                                  | Mija Kazuki                      | Jó Šína          | Nico Nico Seiga        |
| 9.    | Kazuma Sató                     | KonoSuba                                              | Nacume Akacuki                   | Kurone Mišima    | Kadokawa Sneaker bunko |
| 10.   | Kijotaka Ajanokódži             | Jókoso džicurjoku šidžó šugi no kjóšicu e             | Šógo Kinugasa                    | Šunsaku Tomose   | MF bunko J             |
| 2019  |                                 |                                                       |                                  |                  |                        |
| 1.    | Tóma Kamidžó                    | Toaru madžucu no Index                                | Kazuma Kamači                    | Kijotaka Haimura | Dengeki bunko          |
| 2.    | Hačiman Hikigaja                | Jahari ore no seišun rabukome wa mačigatteiru         | Wataru Watari                    | Ponkan8          | Gagaga bunko           |
| 3.    | Kazuto Kirigaja / Kirito        | Sword Art Online                                      | Reki Kawahara                    | Abec             | Dengeki bunko          |
| 4.    | Kijotaka Ajanokódži             | Jókoso džicurjoku šidžó šugi no kjóšicu e             | Šógo Kinugasa                    | Šunsaku Tomose   | MF bunko J             |
| 5.    | Šinei Nózen                     | 86                                                    | Asato Asato                      | Širabii          | Dengeki bunko          |
| 6.    | Accelerator                     | Toaru madžucu no Index                                | Kazuma Kamači                    | Kijotaka Haimura | Dengeki bunko          |
| 7.    | Rio                             | Seirei gensóki                                        | Juri Kitajama                    | Riv              | Hobby Japan            |
| 8.    | Bisuko Akaboši                  | Sabikui Bisuko                                        | Shindži Kobukubo                 | Akagiši K        | Dengeki bunko          |
| 9.    | Kazuma Sató                     | KonoSuba                                              | Nacume Akacuki                   | Kurone Mišima    | Kadokawa Sneaker bunko |
| 10.   | Bell Cranel                     | Dungeon ni deai o motomeru no wa mačigatteiru daró ka | Fudžino Ómori                    | Suzuhito Jasuda  | GA bunko               |

### 2020–2022
| Místo | Postava                  | Titul                                                                 | Autor/ka         | Ilustrátor/ka    | Vydavatel              |
| 2020  | 2020                     | 2020                                                                  | 2020             | 2020             | 2020                   |
| ----- | ------------------------ | --------------------------------------------------------------------- | ---------------- | ---------------- | ---------------------- |
| 1.    | Kijotaka Ajanokódži      | Jókoso džicurjoku šidžó šugi no kjóšicu e                             | Šógo Kinugasa    | Šunsaku Tomose   | MF bunko J             |
| 2.    | Sakuta Azusagawa         | Seišun buta jaró wa Bunny Girl senpai no jume o minai                 | Hadžime Kamošida | Keidži Mizoguči  | Dengeki bunko          |
| 3.    | Tóma Kamidžó             | Toaru madžucu no Index                                                | Kazuma Kamači    | Kijotaka Haimura | Dengeki bunko          |
| 4.    | Hačiman Hikigaja         | Jahari ore no seišun rabukome wa mačigatteiru                         | Wataru Watari    | Ponkan8          | Gagaga bunko           |
| 5.    | Kazuto Kirigaja / Kirito | Sword Art Online                                                      | Reki Kawahara    | Abec             | Dengeki bunko          |
| 6.    | Kazuma Sató              | KonoSuba                                                              | Nacume Akacuki   | Kurone Mišima    | Kadokawa Sneaker bunko |
| 7.    | Accelerator              | Toaru madžucu no Index                                                | Kazuma Kamači    | Kijotaka Haimura | Dengeki bunko          |
| 8.    | Bell Cranel              | Dungeon ni deai o motomeru no wa mačigatteiru daró ka                 | Fudžino Ómori    | Suzuhito Jasuda  | GA bunko               |
| 9.    | Šinei Nózen              | 86                                                                    | Asato Asato      | Širabii          | Dengeki bunko          |
| 10.   | Fumija Tomozaki          | Džaku-chara Tomozaki-kun                                              | Júki Jaku        | Fly              | Gagaga bunko           |
| 2021  |                          |                                                                       |                  |                  |                        |
| 1.    | Kijotaka Ajanokódži      | Jókoso džicurjoku šidžó šugi no kjóšicu e                             | Šógo Kinugasa    | Šunsaku Tomose   | MF bunko J             |
| 2.    | Ferdinand                | Honzuki no gekokudžó                                                  | Mija Kazuki      | Jó Šína          | TO bunko               |
| 3.    | Hačiman Hikigaja         | Jahari ore no seišun rabukome wa mačigatteiru                         | Wataru Watari    | Ponkan8          | Gagaga bunko           |
| 4.    | Čitose Saku              | Čitose-kun wa Ramune-bin no naka                                      | Hiromu           | raemz            | Gagaga bunko           |
| 5.    | Sakuta Azusagawa         | Seišun buta jaró wa Bunny Girl senpai no jume o minai                 | Hadžime Kamošida | Keidži Mizoguči  | Dengeki bunko          |
| 6.    | Kazuto Kirigaja / Kirito | Sword Art Online                                                      | Reki Kawahara    | Abec             | Dengeki bunko          |
| 7.    | Tóma Kamidžó             | Toaru madžucu no Index                                                | Kazuma Kamači    | Kijotaka Haimura | Dengeki bunko          |
| 8.    | Kazuma Sató              | KonoSuba                                                              | Nacume Akacuki   | Kurone Mišima    | Kadokawa Sneaker bunko |
| 9.    | Kimizuka Kimihiko        | Tantei wa mó, šindeiru.                                               | Nigojuu          | Umibouzu         | MF bunko J             |
| 10.   | Tacuja Šiba              | Mahóka kókó no rettósei                                               | Cutomu Sató      | Kana Išida       | Dengeki bunko          |
| 2022  |                          |                                                                       |                  |                  |                        |
| 1.    | Kijotaka Ajanokódži      | Jókoso džicurjoku šidžó šugi no kjóšicu e                             | Šógo Kinugasa    | Šunsaku Tomose   | MF bunko J             |
| 2.    | Čitose Saku              | Čitose-kun wa Ramune-bin no naka                                      | Hiromu           | raemz            | Gagaga bunko           |
| 3.    | Hačiman Hikigaja         | Jahari ore no seišun rabukome wa mačigatteiru                         | Wataru Watari    | Ponkan8          | Gagaga bunko           |
| 4.    | Ferdinand                | Honzuki no gekokudžó                                                  | Mija Kazuki      | Jó Šína          | TO bunko               |
| 5.    | Amane Fudžimija          | Otonari no tenši-sama ni icu no ma ni ka dame ningen ni sareteita ken | Saekisan         | Hazano Kazutake  | GA bunko               |
| 6.    | Kimizuka Kimihiko        | Tantei wa mó, šindeiru.                                               | Nigojuu          | Umibouzu         | MF bunko J             |
| 7.    | Sakuta Azusagawa         | Seišun buta jaró wa Bunny Girl senpai no jume o minai                 | Hadžime Kamošida | Keidži Mizoguči  | Dengeki bunko          |
| 8.    | Šinei Nózen              | 86                                                                    | Asato Asato      | Širabii          | Dengeki bunko          |
| 9.    | Kazuto Kirigaja / Kirito | Sword Art Online                                                      | Reki Kawahara    | Abec             | Dengeki bunko          |
| 10.   | Akira                    | Rebuild World                                                         | Nafuse           | Gin              | Dengeki no šin bungei  |

## Nejlepší ilustrátoři podle roku

### 2010–2014
| Místo | Ilustrátor/ka    | Dílo                                                    |
| 2010  | 2010             | 2010                                                    |
| ----- | ---------------- | ------------------------------------------------------- |
| 1.    | Miho Takeoka     | Bungaku šódžo, Tasogareiro no utacukai                  |
| 2.    | Noizi Ito        | Šakugan no Šana, Haruhi Suzumija                        |
| 3.    | Hidari           | Usocuki Mii-kun to kowareta Maa-čan                     |
| 4.    | Jui Haga         | Baka to Test                                            |
| 5.    | Meru Kišida      | Kamisama no memo-čó                                     |
| 6.    | Buriki           | Boku wa tomodači ga sukunai, Denpa onna to seišun otoko |
| 7.    | Kóhaku Kuroboši  | Kino no tabi, Lillia to Treize, Meg to Seron            |
| 8.    | Kira Inugami     | Seitokai no ičizon                                      |
| 9.    | Rjó Ueda         | Sajonara piano sonata                                   |
| 10.   | Jasu             | Toradora!                                               |
| 2011  |                  |                                                         |
| 1.    | Kijotaka Haimura | Toaru madžucu no Index                                  |
| 2.    | Buriki           | Boku wa tomodači ga sukunai, Denpa onna to seišun otoko |
| 3.    | Miho Takeoka     | Bungaku šódžo, Tasogareiro no utacukai                  |
| 4.    | Meru Kišida      | Kamisama no memo-čó                                     |
| 5.    | Hidari           | Usocuki Mii-kun to kowareta Maa-čan                     |
| 6.    | Abec             | Sword Art Online                                        |
| 7.    | Noizi Ito        | Šakugan no Šana, Suzumija Haruhi                        |
| 8.    | Jui Haga         | Baka to Test                                            |
| 9.    | Kira Inugami     | Seitokai no ičizon                                      |
| 10.   | Suzuhito Jasuda  | Durarara!!                                              |
| 2012  |                  |                                                         |
| 1.    | Buriki           | Boku wa tomodači ga sukunai, Denpa onna to seišun otoko |
| 2.    | Kijotaka Haimura | Toaru madžucu no Index                                  |
| 3.    | Abec             | Sword Art Online, Sword Art Online Progressive          |
| 4.    | Meru Kišida      | Kamisama no memo-čó                                     |
| 5.    | Kantoku          | Hentai ódži to warawanai neko.                          |
| 6.    | Miho Takeoka     | Bungaku šódžo, Tasogareiro no utacukai                  |
| 7.    | Noizi Ito        | Šakugan no Šana, Haruhi Suzumija                        |
| 8.    | Širomizakana     | Kokoro Connect, Tobira no Soto                          |
| 9.    | Hiro Kanzaki     | Ore no imóto ga konna ni kawaii wake ga nai             |
| 10.   | Hidari           | Usocuki Mii-kun to kowareta Maa-čan                     |
| 2013  |                  |                                                         |
| 1.    | Abec             | Sword Art Online, Sword Art Online Progressive          |
| 2.    | Buriki           | Boku wa tomodači ga sukunai, Denpa onna to seišun otoko |
| 3.    | Kijotaka Haimura | Toaru madžucu no Index                                  |
| 4.    | Širomizakana     | Kokoro Connect, Tobira no Soto                          |
| 5.    | Kantoku          | Hentai ódži to warawanai neko.                          |
| 6.    | Ponkan8          | Jahari ore no seišun Love Come wa mačigatteiru.         |
| 7.    | Miho Takeoka     | Bungaku šódžo, Tasogareiro no utacukai                  |
| 8.    | Meru Kišida      | Kamisama no memo-čó                                     |
| 9.    | Hiro Kanzaki     | Ore no imóto ga konna ni kawaii wake ga nai             |
| 9.    | Kobuiči          | Hidan no Aria                                           |
| 2014  |                  |                                                         |
| 1.    | Kijotaka Haimura | Toaru madžucu no Index                                  |
| 2.    | Ponkan8          | Jahari ore no seišun Love Come wa mačigatteiru.         |
| 3.    | Abec             | Sword Art Online, Sword Art Online Progressive          |
| 4.    | Buriki           | Boku wa tomodači ga sukunai, Denpa onna to seišun otoko |
| 5.    | Kantoku          | Hentai ódži to warawanai neko.                          |
| 6.    | Cunako           | Date A Live                                             |
| 7.    | Miho Takeoka     | Bungaku šódžo, Tasogareiro no utacukai                  |
| 8.    | Hiro Kanzaki     | Ore no imóto ga konna ni kawaii wake ga nai             |
| 9.    | Saki Ukai        | Black Bullet                                            |
| 10.   | Suzuhito Jasuda  | Durarara!!                                              |

### 2015–2019
| Místo | Ilustrátor/ka    | Dílo                                                               |
| 2015  | 2015             | 2015                                                               |
| ----- | ---------------- | ------------------------------------------------------------------ |
| 1.    | Ponkan8          | Jahari ore no seišun rabukome wa mačigatteiru                      |
| 2.    | Kijotaka Haimura | Toaru madžucu no Index                                             |
| 3.    | Abec             | Sword Art Online, Sword Art Online Progressive                     |
| 4.    | Buriki           | Boku wa tomodači ga sukunai, Denpa onna to seišun otoko            |
| 5.    | Saki Ukai        | Black Bullet                                                       |
| 6.    | Kantoku          | Hentai ódži to warawanai neko., Imóto sae ireba ii.                |
| 7.    | Miho Takeoka     | Bungaku šódžo, Tasogareiro no utacukai, Hikaru ga čikyú ni itakoro |
| 8.    | Jú Kamija        | No Game No Life                                                    |
| 9.    | Suzuhito Jasuda  | Durarara!!, Dungeon ni deai o motomeru no wa mačigatteiru daró ka  |
| 10.   | Cunako           | Date A Live                                                        |
| 2016  |                  |                                                                    |
| 1.    | Ponkan8          | Jahari ore no seišun rabukome wa mačigatteiru                      |
| 2.    | Kijotaka Haimura | Toaru madžucu no Index                                             |
| 3.    | Abec             | Sword Art Online, Sword Art Online Progressive                     |
| 4.    | Kantoku          | Hentai ódži to warawanai neko., Imóto sae ireba ii.                |
| 5.    | Kurehito Misaki  | Saenai Heroine no sodatekata                                       |
| 6.    | Suzuhito Jasuda  | Durarara!!, Dungeon ni deai o motomeru no wa mačigatteiru daró ka  |
| 7.    | Jú Kamija        | No Game No Life                                                    |
| 8.    | Kurone Mišima    | Roku de naši madžucu kóši to Akashic Records, KonoSuba             |
| 9.    | Cunako           | Date A Live                                                        |
| 10.   | Saki Ukai        | Black Bullet                                                       |
| 2017  |                  |                                                                    |
| 1.    | Kijotaka Haimura | Toaru madžucu no Index                                             |
| 2.    | Abec             | Sword Art Online, Sword Art Online Progressive                     |
| 3.    | Kantoku          | Hentai ódži to Warawanai Neko., Imóto sae ireba ii.                |
| 4.    | Kurone Mišima    | Akašic Records of Bastard Magic Instructor, KonoSuba               |
| 5.    | Warainaku        | Ninja Slayer                                                       |
| 6.    | Ponkan8          | Jahari ore no seišun rabukome wa mačigatteiru                      |
| 7.    | Kurehito Misaki  | Saenai Heroine no sodatekata                                       |
| 8.    | Širabii          | Rjúó no ošigoto!                                                   |
| 9.    | Šiničiró Ócuka   | Re:Zero kara hadžimeru isekai seikacu                              |
| 10.   | Saki Ukai        | Black Bullet, Isekai gómon hime                                    |
| 2018  |                  |                                                                    |
| 1.    | Kijotaka Haimura | Toaru madžucu no Index                                             |
| 2.    | Abec             | Sword Art Online, Sword Art Online Progressive                     |
| 3.    | Kurone Mišima    | KonoSuba                                                           |
| 4.    | Ponkan8          | Jahari ore no seišun rabukome wa mačigatteiru                      |
| 5.    | Kédži Mizoguči   | Seišun buta jaró wa Bunny Girl senpai no jume o minai              |
| 6.    | Kantoku          | Hentai ódži to warawanai neko., Imóto sae ireba ii.                |
| 7.    | Kurehito Misaki  | Saenai Heroine no sodatekata                                       |
| 8.    | Širabii          | Rjúó no ošigoto!                                                   |
| 9.    | Saki Ukai        | Black Bullet, Torture Princess: Fremd Torturchen                   |
| 10.   | Hiro Kanzaki     | Ore no imóto ga konna ni kawaii wake ga nai, Eromanga sensei       |
| 2019  |                  |                                                                    |
| 1.    | Širabii          | Rjúó no ošigoto!, 86                                               |
| 2.    | Kjotaka Haimura  | Toaru madžucu no Index                                             |
| 3.    | Fly              | Džaku-chara Tomozaki-kun                                           |
| 4.    | Kantoku          | Hentai ódži to warawanai neko., Imóto sae ireba ii.                |
| 5.    | Kurone Mišima    | KonoSuba                                                           |
| 6.    | Keidži Mizoguči  | Seišun buta jaró wa Bunny Girl senpai no jume o minai              |
| 7.    | Abec             | Sword Art Online, Sword Art Online Progressive                     |
| 8.    | Saki Ukai        | Black Bullet, Torture Princess: Fremd Torturchen                   |
| 9.    | Riv              | Seirei gensóki                                                     |
| 10.   | Šunsaku Tomose   | Jókoso džicurjoku šidžó šugi no kjóšicu e                          |

### 2020–2022
| Místo | Ilustrátor/ka    | Dílo                                                                  |
| 2020  | 2020             | 2020                                                                  |
| ----- | ---------------- | --------------------------------------------------------------------- |
| 1.    | Širabii          | Rjúó no ošigoto!, 86                                                  |
| 2.    | Fly              | Džaku-chara Tomozaki-kun                                              |
| 3.    | Šunsaku Tomose   | Jókoso džicurjoku šidžó šugi no kjóšicu e                             |
| 4.    | Kédži Mizoguči   | Seišun buta jaró wa Bunny Girl senpai no jume o minai                 |
| 5.    | Kurone Mišima    | KonoSuba                                                              |
| 6.    | Kijotaka Haimura | Toaru madžucu no Index                                                |
| 7.    | Kantoku          | Hentai ódži to warawanai neko., Imóto sae ireba ii.                   |
| 8.    | Azul             | Madžo no tabitabi                                                     |
| 9.    | Abec             | Sword Art online, Sword Art Online Progressive                        |
| 10.   | Saki Ukai        | Black Bullet, Isekai gómon hime                                       |
| 2021  |                  |                                                                       |
| 1.    | Šunsaku Tomose   | Jókoso džicurjoku šidžó šugi no kjóšicu e                             |
| 2.    | Fly              | Džaku-chara Tomozaki-kun                                              |
| 3.    | Širabii          | Rjúó no ošigoto!, 86                                                  |
| 4.    | Ui Šigure        | Osananadžimi ga zettai ni makenai rabukome                            |
| 5.    | Kurone Mišima    | KonoSuba                                                              |
| 6.    | Kédži Mizoguči   | Seišun buta jaró wa Bunny Girl senpai no jume o minai                 |
| 7.    | Tomari           | Spy Classroom                                                         |
| 8.    | Kureta           | Išura                                                                 |
| 9.    | Jó Šína          | Honzuki no gekokudžó                                                  |
| 10.   | Hanekoto         | Otonari no tenši-sama ni icu no ma ni ka dame ningen ni sareteita ken |
| 2022  |                  |                                                                       |
| 1.    | Šunsaku Tomose   | Jókoso džicurjoku šidžó šugi no kjóšicu e                             |
| 2.    | Raemz            | Čitose-kun wa Ramune-bin no naka                                      |
| 3.    | Širabii          | Rjúó no ošigoto!, 86                                                  |
| 4.    | Hanekoto         | Otonari no tenši-sama ni icu no ma ni ka dame ningen ni sareteita ken |
| 5.    | Hiten            | Gimai seikacu                                                         |
| 6.    | Umibouzu         | Tantei wa mó, šindeiru.                                               |
| 7.    | Fly              | Džaku-chara Tomozaki-kun                                              |
| 8.    | Ui Šigure        | Osananadžimi ga zettai ni makenai rabukome                            |
| 9.    | Jó Šína          | Honzuki no gekokudžó                                                  |
| 10.   | Momoco           | Tokidoki bosotto Russia-go de dereru tonari no Alja-san               |

## Nejlepší lehké romány podle desetiletí

### 10. léta 21. století
| Místo     | Titul                                                 | Autor/ka      | Ilustrátor/ka    | Otisk         |
| léta 2010 | léta 2010                                             | léta 2010     | léta 2010        | léta 2010     |
| --------- | ----------------------------------------------------- | ------------- | ---------------- | ------------- |
| 1.        | Sword Art Online                                      | Reki Kawahara | Abec             | Dengeki Bunko |
| 2.        | Toaru madžucu no Index                                | Kazuma Kamači | Kijotaka Haimura | Dengeki Bunko |
| 3.        | Rjúó no ošigoto!                                      | Širó Širatori | Širabii          | GA Bunko      |
| 4.        | Dungeon ni deai o motomeru no wa mačigatteiru daró ka | Fudžino Ómori | Suzuhito Jasuda  | GA Bunko      |
| 5.        | Nedžimaki seirei senki: tenkjó no Alderamin           | Bokuto Uno    | Sanbasó          | Dengeki Bunko |
| 6.        | No Game No Life                                       | Jú Kamija     | Jú Kamija        | MF Bunko J    |
| 7.        | Honzuki no gekokudžó                                  | Mija Kazuki   | Jó Šína          | NA Bunko      |
| 8.        | Mahóka kókó no rettósei                               | Cutomu Sató   | Kana Išida       | Dengeki Bunko |
| 9.        | Džaku-chara Tomozaki-kun                              | Juki Jaku     | Fly              | Gagaga Bunko  |
| 10.       | Monogatari                                            | Nisio Isin    | Vofan            | Kódanša Box   |